# Đường sắt khổ hẹp

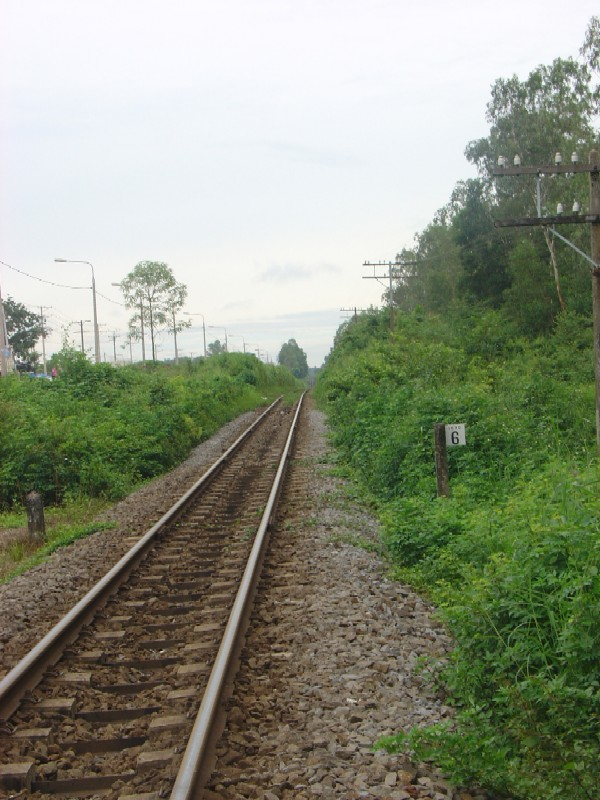
Đường sắt Bắc Nam tại Việt Nam, hiện nay tuyến đường sắt chính này vẫn sử dụng loại khổ hẹp

Một đường sắt khổ hẹp là một tuyến đường sắt có khổ đường hẹp hơn khổ của các tuyến đường sắt khổ tiêu chuẩn. Đa số các tuyến đường sắt khổ hẹp hiện tại có các khổ đường trong khoảng 42 và 36. 

## Tổng quan

So sánh chiều rộng của tất cả các đồng hồ đo.

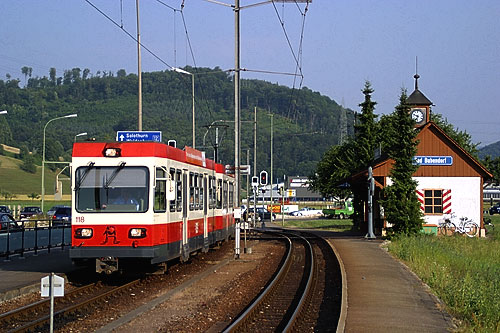
Một đoàn tàu tại ga Bad Bubendorf trên đường sắt khổ Waldenburgerbahn giữa Liestal và Waldenburg tại Thuỵ Sĩ.

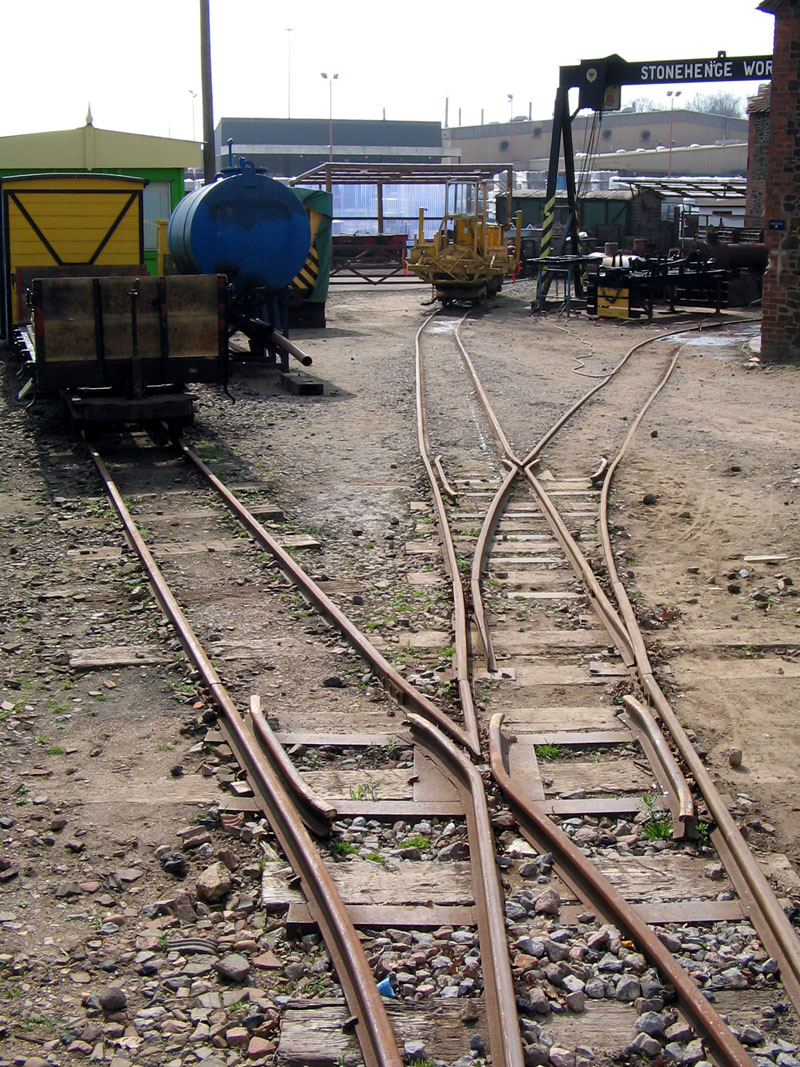
Khổ đướng sắt công nghiệp phổ biến được thấy ở đây tại Đường sắt khổ hẹp Leighton Buzzard

Bởi các tuyến đường sắt khổ hẹp thường được xây dựng với bán kính cong nhỏ và các khổ kết cấu nhỏ, chúng có thể rẻ hơn để xây dựng, trang bị và hoạt động so với các tuyến đường sắt khổ tiêu chuẩn hay khổ rộng, đặc biệt với địa hình vùng núi. Chi phí thấp hơn của đường sắt khổ hẹp đồng nghĩa với việc chúng thường được xây dựng để phục vụ các cộng đồng công nghiệp nơi tiềm năng vận tải không thích ứng với các chi phí cho việc xây dựng một tuyến đường sắt khổ tiêu chuẩn hay khổ lớn. Các tuyến đường sắt khổ hẹp cũng luôn được sử dụng trong công nghiệp khai mỏ và các môi trường khác nơi một cấu trúc khổ rất hẹp khiến cần phải có một khổ chất tải hẹp. Mặt khác, các tuyến đường sắt khổ tiêu chuẩn hay khổ rộng nói chung có khả năng chuyên chở lớn hơn và cho phép tốc độ hoạt động cao hơn các hệ thống khổ hẹp.
Về mặt lịch sử, nhiều tuyến đường sắt khổ hẹp đã được xây dựng như một phần riêng biệt của các công ty công nghiệp và chủ yếu là những tuyến đường sắt công nghiệp chứ không phải là tuyến đường vận tải chung. Một số ngành thường dùng đường sắt công nghiệp khổ hẹp là khai mỏ, đốn gỗ, xây dựng, đào hầm, khai thác đá, và vận chuyển các sản phẩm nông nghiệp. Các mạng lưới đường sắt khổ hẹp dày đặc đã được xây dựng ở nhiều vùng trên thế giới cho các mục đích này. Nhiều tuyến đường sắt phục vụ ngành mía đường vẫn hoạt động ở Cuba, Fiji, Java, Philippines và tại Queensland ở Australia. Trang bị đường sắt khổ hẹp vẫn thường được sử dụng trong việc xây dựng các đường hầm.
Một lý do đáng chú ý khác khiến các tuyến đường sắt khổ hẹp được xây dựng là lợi dụng ưu thế giảm chi phí xây dựng tại những vùng núi và có địa hình hiểm trở. Các hoạt động đốn gỗ ở vùng núi trong những năm 1800 thường sử dụng các tuyến đường khổ hẹp để vận chuyển gỗ từ các địa điểm chế biến tới nơi bán. Các hệ thống đường sắt quốc gia của các nước như Indonesia, Nhật Bản và New Zealand chủ yếu hay đều là đường khổ hẹp. Trench railways tại Mặt trận phía Tây trong Thế chiến I đã được sử dụng trong một thời gian ngắn với ưu thế này. Các tuyến đường sắt khổ hẹp vùng núi phi công nghiệp thường được thấy tại Rocky Mountains ở Hoa KỲ và Pacific Cordillera ở Canada, tại Mexico, Thuỵ Sĩ, Nam Tư cũ, Hy Lạp, Ấn Độ, và Costa Rica. Một nước khác với hệ thống đường sắt quốc gia khổ hẹp đáng chú ý là Nam Phi nơi "khổ Cape" 42 là khổ thường thấy nhất. Tại Ấn Độ, hệ thống khổ hẹp đang được chậm chạp chuyển sang khổ lớn, dù một số tuyến đường sắt nổi tiếng nhất của Ấn Độ, Darjeeling Himalayan Railway và Kalka-Shimla Railway đều là khổ hẹp. Tất cả tuyến đường 1.000 mm (3 ft 3+3⁄8 in) (khổ mét) đang được chuyển thành 66 (khổ rộng) trong dự án Unigauge.

## Lịch sử các tuyến đường sắt khổ hẹp

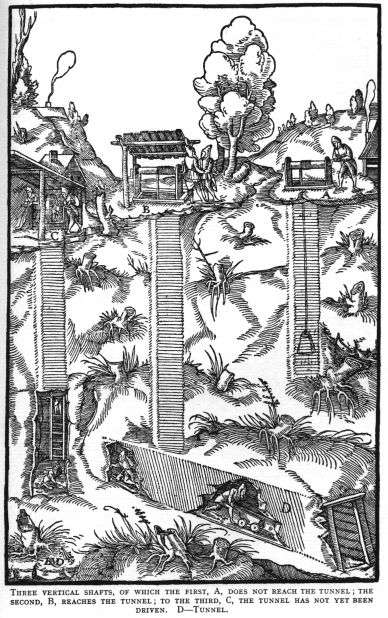
Woodcut from De re metallica showing narrow gauge railway in mine, 1556

Tuyến đường sắt đầu tiên được ghi nhận là ở De re metallica năm 1556, một mỏ ở Bohemia với một đoạn đường sắt có khổ xấp xỉ 2 ft (610 mm). Trong thế kỷ 16 các tuyến đường sắt hạn chế chủ yếu là những tuyến khổ hẹp do người đẩy trong các mỏ trên khắp châu Âu. Trong thế kỷ 17 các tuyến đường sắt mỏ được mở rộng để cho phép việc vận chuyển trên mặt đất. Những tuyến này là đường sắt công nghiệp, nối các mỏ với các điểm vận tải ở gần đó, thường là các con kênh hay các tuyến đường thủy. Chúng thường được xây dựng với cùng khổ như đường sắt mỏ là xuất phát điểm của mình.
Các hệ thống đường sắt khổ hẹp dày đặc phục vụ cho cả hai bên mặt trận trong Thế chiến I. Sau khi cuộc chiến kết thúc những thiết bị thừa từ những tuyến này đã tạo ra một sự bùng nổ nhỏ trong việc xây dựng đường sắt khổ hẹp ở châu Âu.

## Ưu thế của khổ hẹp
Các tuyến đường sắt khổ hẹp thường tốn ít chi phí hơn để xây dựng bởi chúng thường nhẹ hơn trong xây dựng, sử dụng các toa xe và đầu máy nhỏ hơn (khổ xếp hàng ít hơn) cũng như cần các cây cầu, đường hầm nhỏ hơn (khổ kết cấu nhỏ hơn) và các đường cong hẹp hơn. Khổ hẹp vì thế đường được áp dụng ở những địa hình núi, nơi những tiết kiệm chi phí trong kỹ thuật xây dựng có thể là yếu tố then chốt. Nó cũng được dùng tại các khu vực thưa dân cư nơi tiềm năng nhu cầu quá thấp cho các tuyến đường khổ lớn hơn. Đây là trường hợp của hầu hết Australia và Miền Nam châu Phi, nơi nền đất rất cổ chỉ có thể duy trì được cho các mật độ dân cư rất thấp.
Có nhiều tuyến xe điện đường phố khổ hẹp, đặc biệt tại châu Âu nơi các tuyến đường xe điện khổ 1.000 mm (3 ft 3+3⁄8 in) rất phổ biến. Khổ hẹp cho phép bán kính cua nhỏ  hơn khổ 1.435 mm (4 ft 8+1⁄2 in) hay 1495 khổ trên các con đường thành phố . Bán kính quay nhỏ khiến vòng quay đầu ở cuối tuyến đường dễ dàng hơn, và tới lượt nó lại cho phép sử dụng các xe điện đơn hướng với chỉ một khoang cho người lái ở một đầu, và các cửa ở một bên, cho phép có nhiều không gian hơn cho hành khách . 
Với các tuyến đường tạm sẽ bị tháo bỏ sau khi sử dụng ngắn hạn, như để phục vụ cho việc xây dựng, công nghiệp khai thác gỗ, công nghiệp khai mỏ hay các dự án xây dựng lớn, đặc biệt tại các khu vực giới hạn, như Đường hầm eo biển Anh một tuyến đường sắt khổ hẹp sẽ rẻ hơn rất nhiều cho việc lắp đặt và tháo bỏ. Việc sử dụng những tuyến đường sắt như vậy hầu như đã biến mất vì những khả năng của xe tải hiện đại.
Tại nhiều quốc gia các tuyến đường sắt khổ hẹp được xây xây dựng như các nhánh "cung cấp" hay "nhánh" để dồn khách cho các tuyến đường khổ tiêu chuẩn quan trọng hơn, vì giá thành xây dựng thấp hơn của chúng. Sự lựa chọn thường không phải là giữa một tuyến đường sắt khổ hẹp và một tuyến khổ tiêu chuẩn, mà là giữa một tuyến đường sắt khổ hẹp hoặc không gì cả.

## Bất lợi của khổ hẹp
Các tuyến đường sắt khổ hẹp không thể hoán đổi thiết bị một cách tự do như các toa xe hàng hoá và hành khách với các tuyến khổ tiêu chuẩn hay khổ rộng và chúng kết nối, trừ khi chúng được đổi đổi bánh. Điều này có nghĩa rằng những tuyến khổ hẹp có một chi phí đã được tính trước cho việc chuyển hành khách và hàng hoá tới hệ thống đường sắt chính. Chi phí chuyển có thể đòi hỏi một nguồn tài chính lớn của một tuyến đường bởi nó đắt đỏ và cần nhiều thời gian nhân công hay chi phí tư bản. Một số loại hàng rời như than, quặng và sỏi, có thể được chuyển bằng cơ khí, nhưng nó vẫn đòi hỏi thời gian và các thiết bị cơ khí thường khá phức tạp để duy trì.
Một giải pháp cho vấn đề chuyển hàng là đổi bánh của các toa xe. Một giải pháp khác với vấn đề này là hệ thống roll-block. Dù đã được phát triển thành công tại một số quốc gia như Đức và Áo, kỹ thuật này xuất hiện quá muộn cho đa số các tuyến đường khổ hẹp. Việc chuyển bằng container cũng là một lựa chọn.
Vấn đề trao đổi hàng và hành khách không nghiêm trọng với những vùng có một hệ thống các tuyến đường sắt khổ hẹp lớn, như bắc Tây Ban Nha, và không tồn tại tại các quốc gia mà ở đó đường sắt khổ hẹp là tiêu chuẩn, ví dụ khổ Cape ở New Zealand, Nam Phi và bang đảo Tasmania của Australia hay khổ mét ở Malaysia và Thái Lan. Tất nhiên, nó vẫn tồn tại với những tuyến đường có khổ khác với khổ ưu thế tại các quốc gia đó.
Vấn đề trao đổi hàng hoá và hành khách nghiêm trọng hơn ở Bắc Mỹ bởi một hệ thống trao đổi hàng trên khắp lục địa đã được phát triển. Tất cả các tuyến đường sắt khỏo tiêu chuẩn ở Bắc Mỹ sử dụng cùng bộ nối tiêu chuẩn và phanh hơi, có nghĩa các toa xe chở hàng có thể được chuyển đổi tự do giữa các tuyến đường từ Bắc Canada tới Nam Mexico. Các tuyến đường sắt cần nhiều toa chở hàng hơn có thể đơn giản mượn nó từ các tuyến khác trong những giai đoạn cao điểm, trong khi các công ty đường sắt sở hữu toa xe nhận được các khoản tiền chi trả cho chúng với giá được đặt ra theo thoả thuận chung. Thời kỳ đỉnh cao nhu cầu, đặc biệt cho việc chuyên chở ngũ cốc, diễn ra ở những vùng khác nhau ở Bắc Mỹ vào những thời điểm khác nhau, vì thế các toa chở hàng có thể được đưa đi lại trên khắp lục địa tới bất kỳ nơi nào cần chúng. Đầu máy cũng có thể được trao đổi, thỉnh thoảng dẫn tới việc các đầu máy của Mexico kéo các toa hàng của Canada và ngược lại.
Các tuyến đường sắt khổ hẹp không thể tham gia vào hệ thống này, có nghĩa chúng thường phải sở hữu gấp nhiều lần số toa xe hơn các tuyến đường khổ tiêu chuẩn, và chúng không nhận được bất kỳ đồng tiền nào cho số thiết bị dư thừa trong những giai đoạn có nhu cầu thấp. Những vấn đề này cũng xuất hiện với những tuyến đường sắt với một khổ lớn hơn khổ tiêu chuẩn của vùng, nhưng tất cả các tuyến đường sắt khổ lớn ở Bắc Mỹ đã được chuyển lại theo khổ tiêu chuẩn năm 1910, (xem Khổ đường sắt ở Bắc Mỹ). Bởi hầu hết các tuyến đường sắt khổ hẹp không có tính kinh tế để phát triển, làm gia tăng chi phí và giảm lợi nhuận cuối cùng đã khiến hầu như toàn bộ các tuyến đường khổ hẹp ở Bắc Mỹ hoặc bị phá sản hoặc bị chuyển theo khổ tiêu chuẩn. Trong nhiều trường hợp, các tuyến đường sắt lớn hơn trợ cấp cho việc chuyển đổi theo khổ tiêu chuẩn.
Một vấn đề khác với đường sắt khổ hẹp là chúng thiếu không gian để phát triển - chi phí xây dựng thấp đồng nghĩa với việc giá thành xây dựng chỉ đáp ứng cho nhu cầu vận tải ban đầu. Trong khi một tuyến đường sắt khổ tiêu chuẩn hay khổ lớn có thể dễ dàng được nâng cấp và thực hiện việc chở hàng nặng hơn, với tốc độ nhanh hơn, nhiều tuyến đường khổ hẹp không thể được cải tiến. Tốc độ và tải trọng không thể được gia tăng, vì thế mật độ giao thông bị giới hạn rất nhiều.
Các tuyến đường sắt khổ hẹp có thể được xây dựng để giải quyết sự gia tăng tốc độ và chất tải, nhưng với giá thành khiến hầu hết những ưu thế của nó với đường sắt khổ hẹp hay khổ lớn không còn nữa.

## Những ngoại trừ với quy định
Các tuyến đường sắt khổ hẹp 42 tải nặng ở Australia (ví dụ Queensland), Nam Phi và New Zealand, cho thấy nếu đường sắt được xây dựng theo tiêu chuẩn tải nặng, nó hoạt động hầu như tốt tương đương với đường khổ tiêu chuẩn. Những đoàn tàu 200 toa hoạt động trên tuyến đường sắt Sishen-Saldanha ở Nam Phi, và những đoàn tàu nghiêng tốc độ cao ở Queensland (xem bên dưới). Một ví dụ khác về tuyến đường sắt khổ hẹp tải nặng là EFVM ở Brazil. Khổ 1.000 mm (3 ft 3+3⁄8 in), nó có thanh ray hơn 100 pound và một khổ tải trọng hầu như lớn bằng các tuyến non-excess-height của Mỹ. Nó đã từng phục vụ những đầu máy công suất 4.000 hp (3.000 kW) và các đoản tàu hơn 200 toa. Tại Nam Phi và New Zealand, khổ tải trọng tương đương với khổ tải trọng giới hạn của Anh, và tại New Zealand một số toa British Rail Mark 2 đã được chế tạo lại với hệ khung bánh mới để được sử dụng với Tranz Scenic (Wellington-Palmerston North service), Tranz Metro (Wellington-Masterton service) và Veolia (Auckland suburban services).
Có thể xây dựng các tuyến đường sắt tiêu chuẩn và cả khổ rộng rẻ với các tiêu chuẩn đường sắt nhẹ với bán kính nhỏ (đường cong ngắn) và độ dốc lớn, thay cho việc xây dựng các tuyến khổ hẹp. Các con tàu hoạt động với tốc độ thấp hơn và tải trọng nhỏ hơn. Điều này cho phép các toa tàu hoạt động thông suốt, và đơn giản hoá việc nâng cấp sau này.

### Các đoàn tàu khổ hẹp chạy nhanh nhất
Độ ổn định thấp hơn và khổ tải trọng nhỏ hơn đồng nghĩa với việc các đoàn tàu không thể chạy với tốc độ cao như trên các tuyến đường khổ lớn hơn, trừ khi đường ray được lắp đặt với độ chính xác cao . Tại Nhật Bản và Queensland, Australia, những cải tiến gần đây cho phép các đoàn tàu hoạt động trên khổ 1067 chạy với tốc độ 160 km/h (99 mph) và cao hơn nữa. Tàu nghiêng của Queensland Rail hiện là đoàn tàu nhanh nhất ở Australia và là đoàn tàu chạy trên đường sắt khổ 1.067 mm (3 ft 6 in) nhanh nhất thế giới, với kỷ lục 210 km/h. Một toa xe 24 đặc biệt được chế tạo cho Otavi Mining and Railway Company với tốc độ thiết kế lên tới 137 km/h.
So sánh các tốc độ đó với các đoàn tàu khổ tiêu chuẩn hay khổ lớn có thể chạy với tốc độ lên tới 320 km/h (199 mph). Sự tương phản nổi bật nhất ở Nhật, nơi khai sinh ra Shinkansen, một mạng lưới đường sắt tiêu chuẩn được xây dựng dành riêng cho đường sắt cao tốc ở một quốc gia nơi đường sắt khổ hẹp 1.067 mm (3 ft 6 in) là tiêu chuẩn ưu thế.

## Các khổ đường được sử dụng
Có nhiều khổ hẹp được sử dụng hay đã từng được sử dụng trong khoảng từ 15 và 4 ft 8+1⁄2 in (1.435 mm). Chúng được xếp vào ba tiêu chí rộng:

### Đường sắt khổ trung bình
Các đường sắt được xây dựng với khổ trong khoảng 42 và 4 ft 8+1⁄2 in (1.435 mm) thỉnh thoảng được gọi là đường sắt "khổ trung bình".
Tại những vùng của thế giới nơi đường sắt được xây dựng theo tiêu chuẩn Anh, điều này có nghĩa thông thường nhất là một khổ 42 hay "khổ Cape", trong khi các tuyến đường được xây theo tiêu chuẩn Mỹ thông thường là 36. Đường sắt được xây dựng theo tiêu chuẩn hệ mét của châu Âu chủ yếu nhất là khổ 1.000 mm (3 ft 3+3⁄8 in) hay "khổ mét" và 900 mm (2 ft 11+7⁄16 in).
Những khổ hẹp loại lớn này có thể phục vụ hầu hết loại hình vận tải với ít khó khăn và vì thế thích hợp với việc áp dụng "chuyên chở thông thường" ở tầm mức lớn, dù tốc độ tối đa và giới hạn chất tải của chúng thấp hơn của khổ đường tiêu chuẩn. Ở nhiều quốc gia, các khổ loại này thuộc tiêu chuẩn địa phương.

### Đường sắt khổ hai foot

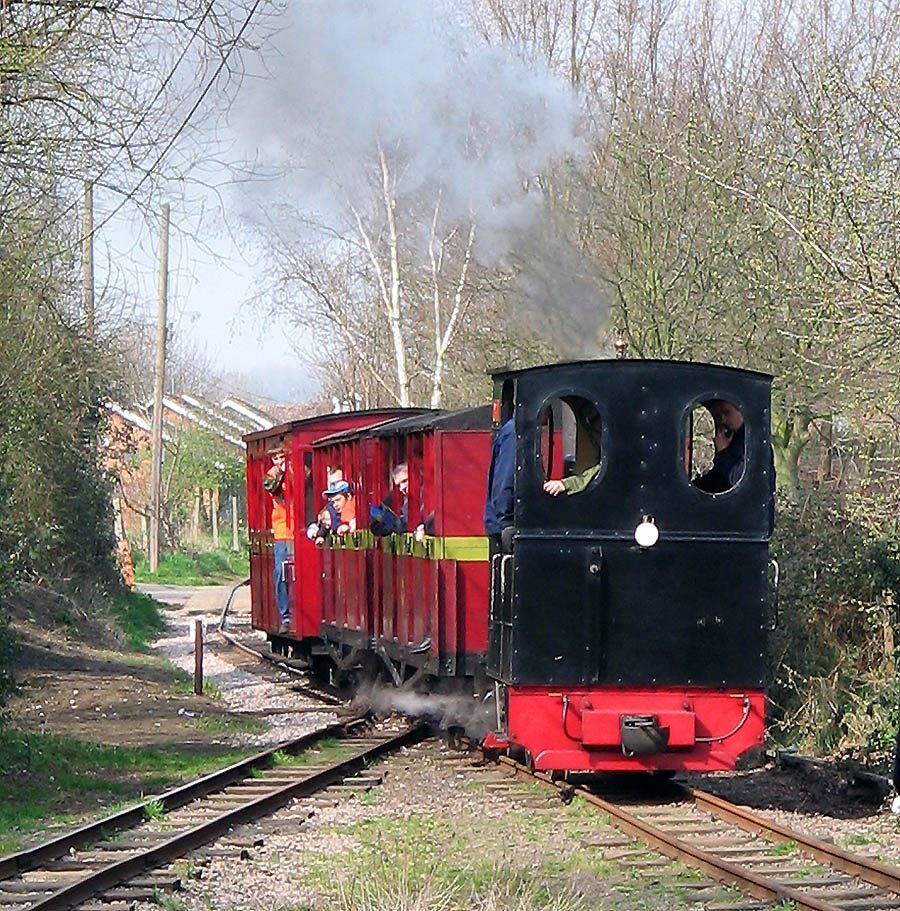
Một con tàu khổ tại Leighton Buzzard Light Railway ở Anh.

"Nhóm" đường sắt khổ hẹp tự nhiên tiếp sau trong khoảng chỉ từ hơn 600 mm (1 ft 11+5⁄8 in) tới dưới 36, dù đa số trong khoảng 24 và 760 mm (2 ft 5+15⁄16 in). Những tuyến đường nhẹ này có thể được xây dựng với chi phí rất rẻ so với các tuyến đường cỡ trung hay tiêu chuẩn, nhưng nói chung có khả năng chuyên chở hạn chế. Đa số chúng được xây dựng ở những vùng núi non và hầu hết chỉ để vận chuyển khoáng sản từ các mỏ tới các cảng hay các tuyến đường khổ tiêu chuẩn.
Nhiều tuyến là đường sắt công nghiệp chứ không phải vận chuyển thông thường, dù có những ngoại lệ như mạng lười đường khổ 760 mm (2 ft 5+15⁄16 in) dày đặc ở Đế chế Áo-Hung cũ, các tuyến "Maine two footer" ở New England, mạng lưới 97 km (60 dặm) của Chicago Tunnel Company dưới Chicago Loop, Otavi Mining and Railway Company của Nam Phi, Chemins de Fer du Calvados của Normandy, và Darjeeling Himalayan Railway. Trench railways trong Thế chiến I đã tạo ra sự tập trung lớn nhất các tuyến 2 foot cho tới ngày nay. Các khổ hệ mét tiêu chuẩn thường thấy nhất trong nhóm này là 760 mm (2 ft 5+15⁄16 in) và 750 mm (2 ft 5+1⁄2 in). Tuyến đường khổ 750 mm dài nhất là Old Patagonian Express hay "La Trochita" với 402 km đường sắt từ Jacobacci tới Esquel.

### Đường sắt khổ tối thiểu
Các khổ dưới 600 hiếm thấy, nhưng vẫn có tồn tại. Tại Anh, Sir Arthur Heywood đã phát triển khổ 15 estate railway, trong khi tại Pháp Decauville đã tạo ra một khổ cho các tuyến đường sắt công nghiệp với chiều rộng 400 và 500, chúng thường có mặt tại các môi trường giới hạn như các tuyến đường sắt mỏ ngầm. Một số tuyến đường sắt khổ 18 đã được xây dựng tại Anh để phục vụ các kho vũ khí và các cơ sở quân sự khác, đặc biệt trong Thế chiến thứ nhất.
Các tuyến đường sắt khổ hẹp chưa tới 22.75 được gọi là đường sắt khổ tối thiểu.

## Đường khổ hẹp trên thế giới

### châu Âu

#### Áo

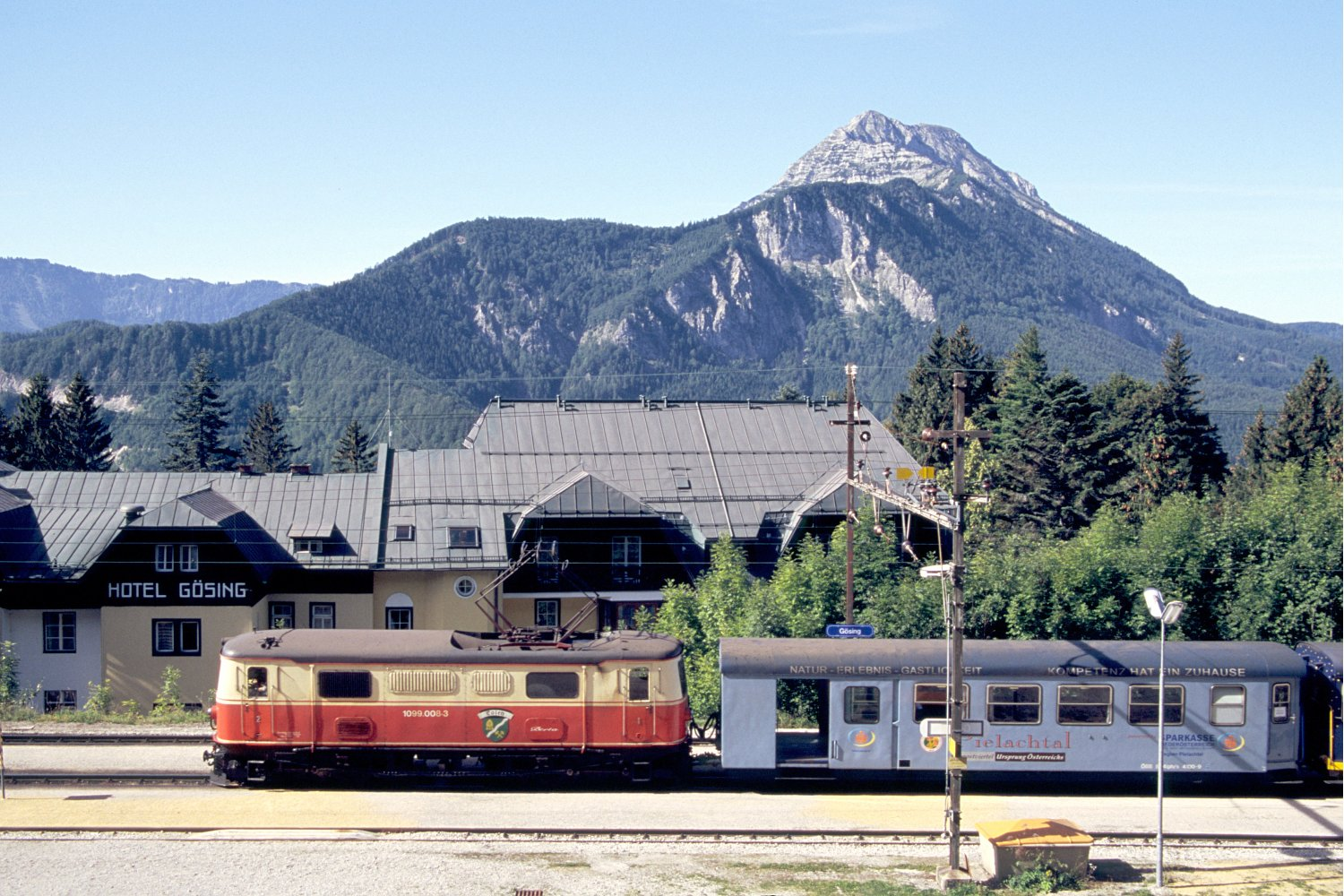
Tàu hoả của Mariazellerbahn ở Hạ Áo

Tuyến đường sắt đầu tiên tại Áo là tuyến khổ hẹp từ Gmunden ở Salzkammergut tới Budweis, hiện ở Cộng hoà Séc, nó có khổ 1106. Khoảng hai chục tuyến đã được xây dựng theo khổ 760 mm (2 ft 5+15⁄16 in), vài tuyến theo khổ 1.000 mm (3 ft 3+3⁄8 in). Tuyến đầu tiên là Steyrtalbahn. Các tuyến khác được xây dựng bởi các chính phủ địa phương, một số tuyến vẫn còn được sử dụng hàng ngày và một số tuyến khác đang thuộc trong các dự án bảo tồn. Mạng lưới tàu điện ở Innsbruck cũng theo khổ mét; tại Linz khổ 900 mm (2 ft 11+7⁄16 in) ít phổ biến lại được dùng.

#### Bulgaria
Từ thế kỷ 19 tới đầu thế kỷ 20 có nhiều tuyến đường sắt khổ 600 mm (1 ft 11+5⁄8 in) và 760 mm (2 ft 5+15⁄16 in) ở Bulgaria, nhưng hiện nay, chỉ còn lại 245 km. Đây là tuyến Septemvri - Dobrinishte, nơi có ga đường sắt cao nhất vùng Balkan. Dù tuyến đang ở trong tình trạng cũ nát, nó vẫn được sử dụng – các đoàn tàu được kéo bởi các đầu máy Henschel. Một trong những đầu máy hơi nước cổ đã được bảo tồn gần đây và thỉnh thoảng được dùng để kéo những đoàn tàu chở khách du lịch. PHần lớn mạng lưới tàu điện dày đặc ở Sofia dùng khổ mét 1.009 mm (3 ft 3+23⁄32 in).

#### Belarus
Belarus có một đường sắt trẻ em khổ 750 mm (2 ft 5+1⁄2 in) đang hoạt động, nằm ở Minsk. Locos - TU2.
Một số tuyến đường sắt công nghiệp khổ hẹp vẫn còn được thấy ở Belarus đặc biệt trong công nghiệp khai thác than bùn.

#### Bỉ
```
Vicinal
 hay 
Buurtspoor
 là một hệ thống 
đường sắt
 khổ hẹp địa phương hay 
tàu diện
 bao phủ khắp quốc gia và có số hành khách lớn hơn hệ thống đường ray chính. Chúng được xây dựng theo khổ 
1.000
 
mm
 (
3
 
ft
 
3
+
3
⁄
8
 
in
)
 và hệ thống gồm cả các đường tàu điện trong thành phố cũng như ở vùng thôn quê với các 
đầu máy hơi nước
 và toa xe; một nửa hệ thống đã được điện khí hoá. Nhiều tuyến chở hàng. Chỉ đường bờ biển và hai tuyến đường gần 
Charleroi
 vẫn được sử dụng thương mại, bốn bảo tàng có nhiều bộ sưu tập đáng chú ý về các toa xe của SNCV/NMBS cũ, một trong số đó là 
bảo tàng ASVi
 tại 
Thuin
. Các mạng lưới tàu điện tại 
Antwerp
 và 
Ghent
 cũng theo khổ mét.
```

```
Stoomcentrum Maldegem
 có một tuyến khổ 
600
 
mm
 (
1
 
ft
 
11
+
5
⁄
8
 
in
)
 nằm trên tuyến khổ tiêu chuẩn cũ tới Donk.
```

#### Croatia
Tại bán đảo Istria, tuyến đường sắt khổ hẹp được gọi là Parenzana, còn gọi là Trieste - Buje - Parenzo, từ Trieste Italia - trough Capodistria - Koper Slovenia - tới Parenzo - Poreč Croatia (đã bị tháo dỡ) ở lãnh thổ Italia cũ.

#### Cộng hoà Séc
Nhiều tuyến đường đã được xây dựng ở thế kỷ 19. Các tuyến đáng chú ý nhất là Obrataň-Jindřichův Hradec-Nová Bystřice và Třemešná ve Slezsku-Osoblaha, chúng vẫn đang hoạt động.

#### Estonia
Các tuyến bảo tồn và một số đường ray công nghiệp than bùn vẫn còn tại Estonia. Bảo tàng đường sắt Lavassaare có một bộ sưu tập lớn các đầu máy hơi nước và diesel với một tuyến đường sắt dài 2 km khổ 750 mm (2 ft 5+1⁄2 in). Có một bảo tàng với một tuyến khổ 750 mm (2 ft 5+1⁄2 in), dài 500 m tại Avinurme với một đầu máy xe lửa và một bộ sưu tập các toa xe. Một bảo tàng ngầm dưới đất với một tuyến tàu điện ngắn nằm ở Kiviõli tại vùng công nghiệp Đông bắc Estonia. Một tuyến đường quân sự cũ khổ 750 mm (2 ft 5+1⁄2 in) nằm trên Đảo Naissaar ở phía bắc Estonia.

#### Phần Lan

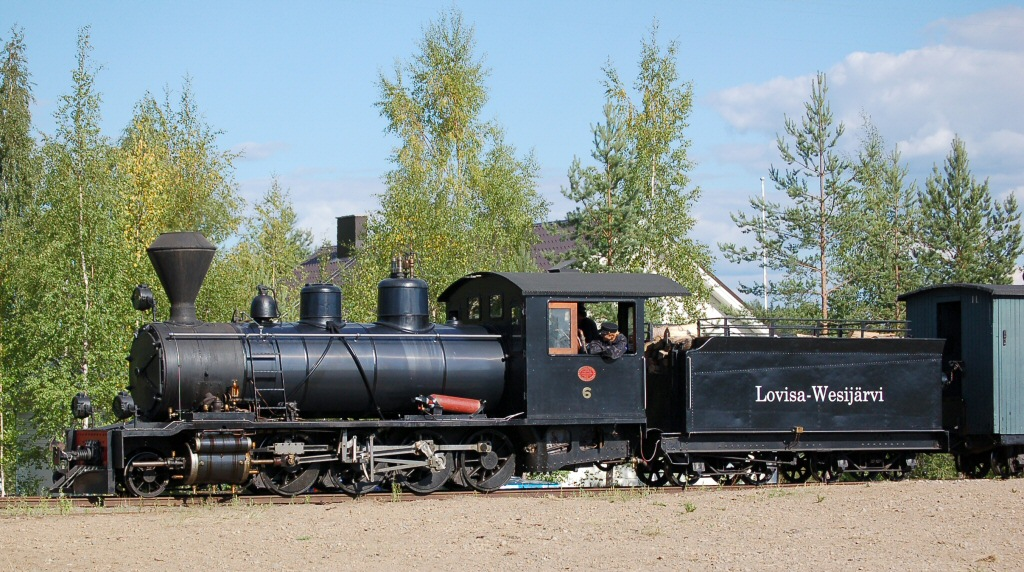
Đường sắt Lovisa-Wesijärvi (LWR) 2-8-0 đầu máy hơi nước số 6 (được chế tạo năm 1909) ở tình trạng hoạt động được tại Bảo tàng Đường sắt Jokioinen, Phần Lan.

Đại đa số các tuyến đường sắt khổ hẹp ở Phần Lan thuộc sở hữu và do các công ty tư nhân điều hành. Chỉ có một số ít tuyến đường sắt khổ hẹp kết nối trực tiếp với nhau, và những điểm trung chuyển cũng không tồn tại lâu. Các tuyến đường sắt chưa bao giờ hình hành nên một mạng lưới giao thông cấp vùng, mà chỉ tập trung vào việc duy trì các kết nối giữa mạng lưới đường sắt khổ rộng quốc gia và các ngành công nghiệp. Một trong những công ty vận tải đường sắt lâu đời nhất là Lovisa-Wesijärvi railway (1900–1960) điều hành một tuyến dài 80 km (50 mi) giữa Lahti và Loviisa. Các công ty đáng chú ý khác là Hyvinkää–Karkkila railway điều hành một tuyến dài 46 km (29 mi), và Jokioinen railway điều hành một tuyến dài 23 km (14,3 mi) cho tới năm 1974, là hãng vận tải đường sắt khổ hẹp cuối cùng.
Các tuyến khác rất ngắn. Các khổ phổ thông là 600 mm (1 ft 11+5⁄8 in) và 750 mm (2 ft 5+1⁄2 in), với một ít tuyến đường khổ 785 mm (2 ft 6+29⁄32 in) và 1.000 mm (3 ft 3+3⁄8 in).
Các tuyến đường sắt khổ hẹp dành cho du lịch và di sản với khổ 600 mm (1 ft 11+5⁄8 in) và 750 mm (2 ft 5+1⁄2 in) vẫn đang hoạt động.

#### Pháp
Công ty Đường sắt Quốc gia Pháp từng sử dụng rất nhiều tuyến khổ 1.000 mm (3 ft 3+3⁄8 in), một số trong số đó hoạt động chủ yếu tại các vùng du lịch, như St Gervais-Vallorcine (Alps) và "Train jaune" (tàu vàng) tại Pyrenees. Định hướng ban đầu của Pháp là mọi đơn vị hành chính dưới cấp quận đều phải được kết nối đường sắt. Các tuyến đường khổ 600 mm (1 ft 11+5⁄8 in) dày đặc cũng đã được xây dựng cho ngành công nghiệp củ cải đường ở phía bắc thường sử dụng thiết bị quân sự cũ sau Thế chiến I. Decauville là một nhà sản xuất thiết bị đường sắt công nghiệp khổ hẹp nổi tiếng của Pháp và đã trang bị một trong những tuyến đường sắt khổ 600 mm (1 ft 11+5⁄8 in) cấp vùng lớn nhất, Chemins de Fer du Calvados. Corsica có một mạng lưới đường sắt khổ hẹp gồm hai đường chạy dọc theo bờ biển, chúng được kết nối bởi một tuyến vượt đảo qua các vùng đất nhiều đồi núi. Petit train d'Artouste, một tuyến phục vụ du lịch tại Pyrenees, dùng khổ 500 mm (19+3⁄4 in).

#### Đức

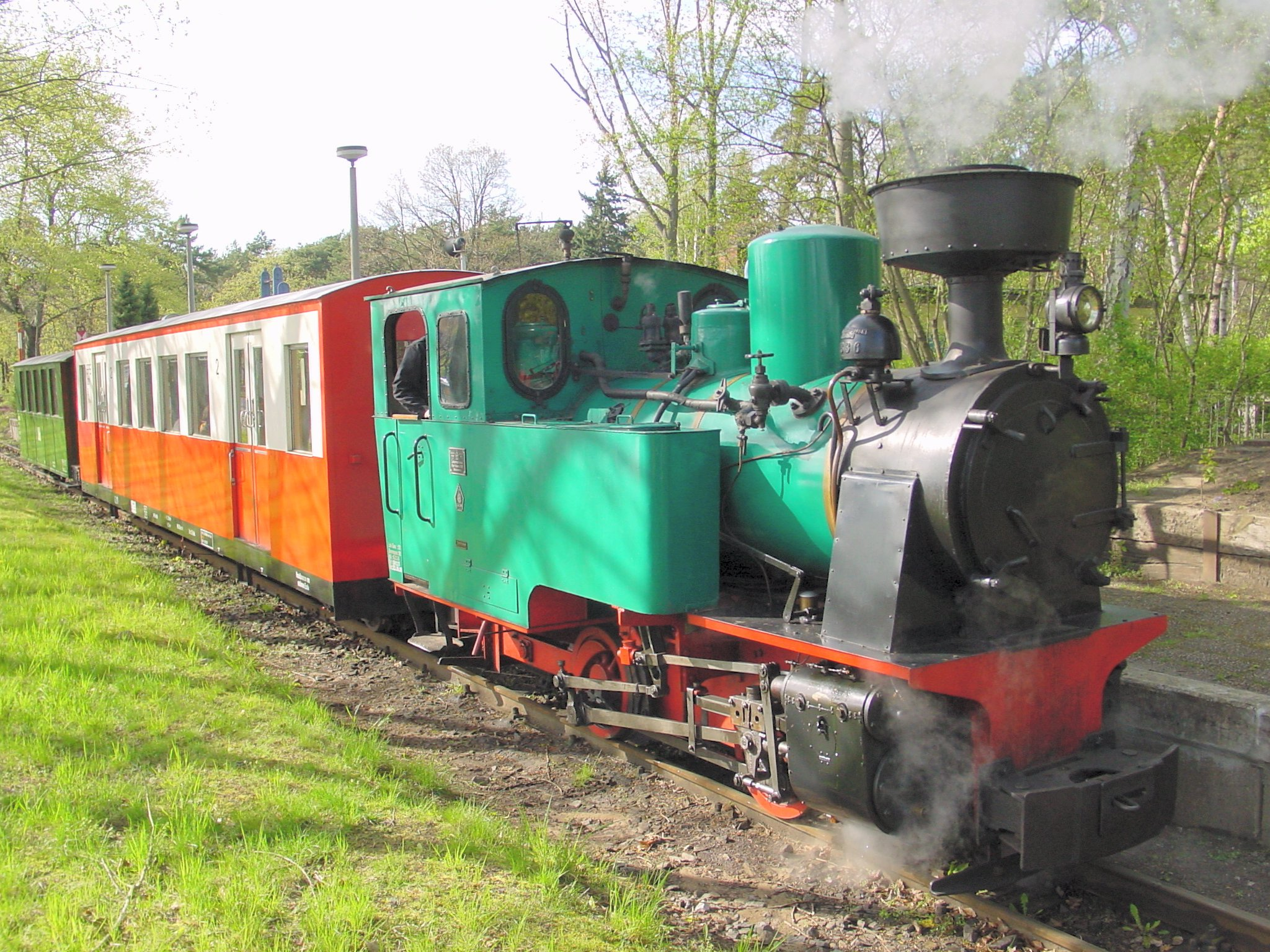
Đường sắt khổ hẹp khổ tại Berlin / [http://parkeisenbahn.de Berliner Parkeisenbahn

Một số tuyến đường khổ hẹp vẫn còn tồn tại, chủ yếu như hậu quả của việc thống nhất nước Đức, ở Đông Đức cũ nơi một số trong số chúng hình là một phần của hệ thống vận chuyển công cộng. Tuyến lớn nhất và vẫn sử dụng đầu kéo hơi nước là nhóm núi Harz với các tuyến theo khổ mét, Harzer Schmalspurbahnen. Các tuyến đáng chú ý khác là tuyến Zittau-Oybin-Jonsdorf ở Saxony, Mollibahn và Rügensche Kleinbahn trên Đảo Rügen trên bờ biển Baltic và tuyến Radebeul-Radeburg, Weisseritztalbahn ở ngoại ô Dresden. Dù hầu hết dựa vào công nghiệp du lịch, tại một số vùng chúng cũng cung cấp lượng công việc đáng kể bởi đầu máy hơi nước cần rất nhiều lao động.
Ở phần phía tây của Đức, Selfkantbahn (cạnh Heinsberg gần Aachen) và Brohltalbahn (Linz/Rhine) là những tuyến nổi tiếng nhất, cung cấp dịch vụ vào những ngày cuối tuần mùa hè.

#### Hy Lạp

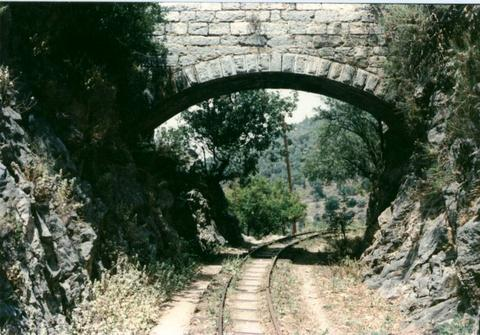
Một cây cầu trên tuyến Đường sắt Pelion, Hy Lạp

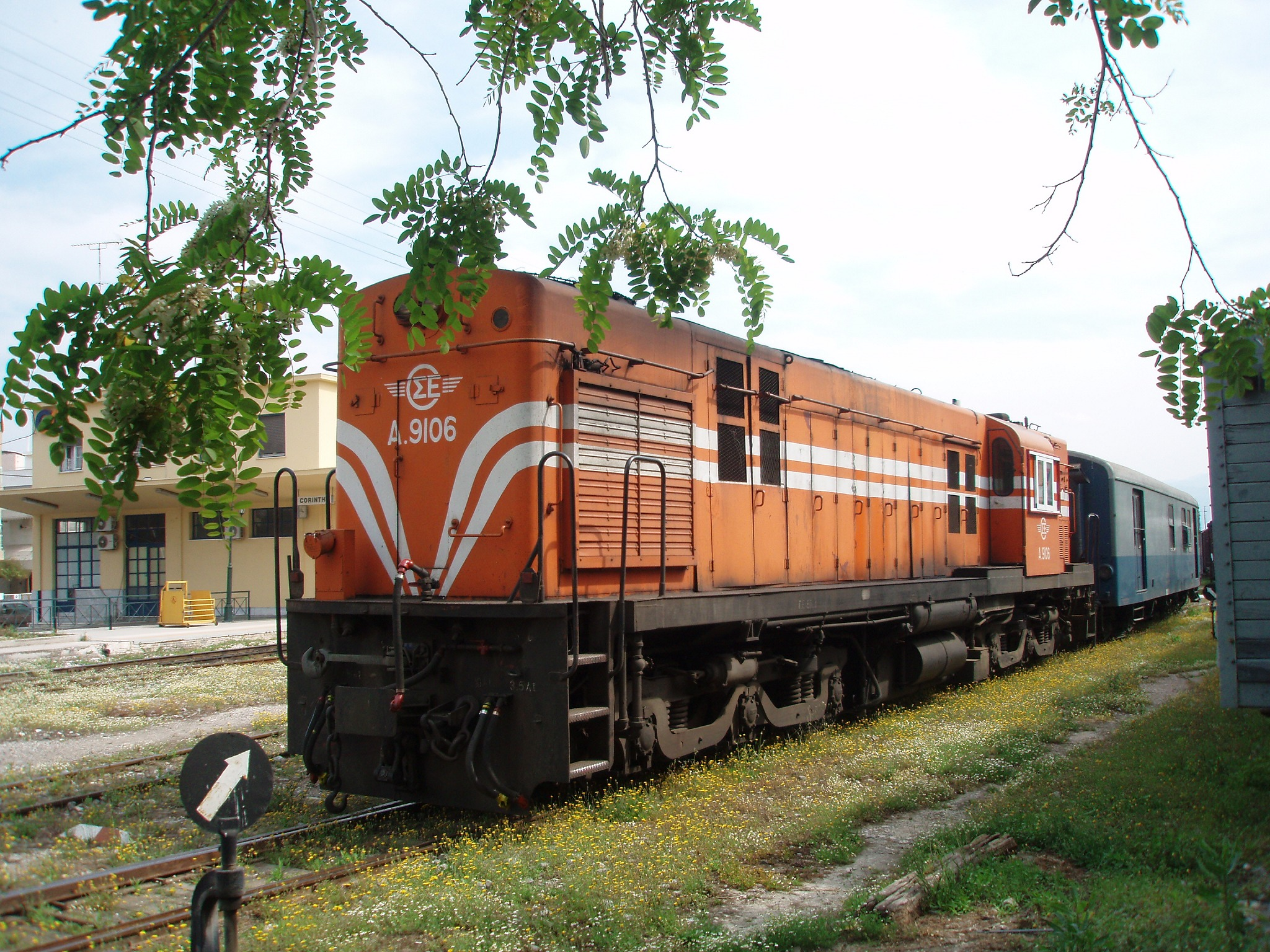
Đầu máy ALCo khổ của Hellenic State Railways tại Ga Đường sắt Corinth Old

Chiều dài mạng lưới đường sắt khổ hẹp của Hy Lạp khoảng 914 km. Trong số đó, khổ 1.000 mm (3 ft 3+3⁄8 in) chiếm 892 km. Đây là mạng lưới nối các thành phố lớn của nước này. 22 km còn lại hình thành nên Diakofton-Kalavryta Rack Railway, với khổ 750 mm (2 ft 5+1⁄2 in). Mạng lưới đường sắt Hy Lạp đã gặp nhiều vấn đề thoái trào, từ việc từ bỏ toàn bộ tuyến (như Pyrgos Katakolon Railway) tới quản lý kém hiệu quả của công ty điều hành đường sắt công cộng Hy Lạp, OSE, dẫn tới chất lượng dịch vụ và toa xe kém). Hiện tại các công việc khôi phục lớn đang được tiến hành, dẫn tới một số phần của tuyến bị đóng cửa. Ngoài ra, việc tái khởi động một số tuyến đã bị đóng cửa ở nửa sau thế kỷ 20 cũng đã được lên kế hoạch, chủ yếu là tuyến Pyrgos-Katakolon và nhiều phần của tuyến miền tây Hy Lạp (quanh Agrinion và Messologgi).
Một tuyến nhỏ khác sử dụng khổ hẹp 600 mm (1 ft 11+5⁄8 in) là tuyến Mt. Pelion, ban đầu từ Volos tới Milies. Hiện nhiều phần của tuyến hoạt động vào mùa hè, chủ yếu phục vụ các chuyến du ngoạn.
Cũng có một mạng lưới đường sắt theo khổ mét tại Thessaly. Nó hiện đã được thay thế bằng các đường đơn khổ tiêu chuẩn từ Volos tới Larissa và Palaiofarsalos tới Kalampaka. Tuy nhiên, những đường ray khổ hẹp cũ vẫn còn trong đoạn giữa Velestino và Palaiofarsalos qua Aerino, nhỏ thế các đoàn tàu phục vụ du ngoạn vẫn thỉnh thoảng dùng chúng.
Một mạng lưới đường theo khổ mét có tồn tại ở Attica, được điều hành bởi Attica Railways và sau này là SPAP. Tuyến chạy từ trung tâm Athens tới Kifissia với một nhánh từ Heraklion tới Lavrion, phục vụ cho các vùng ngoại ô và thị trấn trong vùng cũng như các mỏ đá mable Dionysos và khu mỏ Lavrion. Tuyến tới Kifissia đóng cửa năm 1938 và đã được mở cửa trở lại với khổ đường tiêu chuẩn trong những năm 1950s, do ISAP điều hành. Tuyến tới Lavrion đóng cửa năm 1957 vì các áp lực chính trị từ hành động vận động hành lang cho đường bộ. Các đoạn của tuyến Lavrion vẫn còn lại và có những kế hoạch mở cửa trở lại phần phía nam (Koropi-Lavrion) như một tuyến tàu điện ngoại ô với khổ đường tiêu chuẩn.
Việc phát triển các mỏ than non lộ thiên cho việc sản xuất điện đã dẫn tới việc xây dựng các mạng lưới đường sắt công nghiệp tại Ptolemais, Tây Macedonia khổ đường công nghiệp (900 mm/2 ft 11+7⁄16 in, được điện khí hoá) và Aliveri, Đảo Evoia (1.000 mm/3 ft 3+3⁄8 in). Những mạng lưới này không còn hoạt động nữa, bởi các mỏ than non mà chúng phục vụ đã cạn kiệt.
Đường sắt khổ 750 mm (2 ft 5+1⁄2 in) tại Diakofto-Kalavryta và khổ 600 mm (1 ft 11+5⁄8 in) tại Volos-Milies (tuyến hiện hoạt động là Lechonia-Milies, bởi phần Volos-Lechonia đã bị bỏ) là tuyến đường sắt di sản. Tuy nhiên, mạng lưới đường khổ 1.000 mm (3 ft 3+3⁄8 in) của Peloponnese, là một tuyến chở khách đông đúc, dù hiện không còn những đoàn tàu chở hàng nữa. Một dự án lớn đã khởi động xây dựng các tuyến 1.435 mm (4 ft 8+1⁄2 in) mới ở những phần đông đúc nhất của Peloponnese và để xây dựng lại những tuyến đường đã có tuổi thọ hàng thế kỷ ở những nơi khác. Các tuyến nhánh từ Asprohoma tới Messini và từ Pyrgos tới Katakolo đã được mở cửa trở lại cho dịch vụ hành khách vào tháng 9 và tháng 4 năm 2007 và tuyến từ Corinth tới Argos, Nafplio và Tripolis đã được mở cửa trở lại vào tháng 8 năm 2009.
- I. Zartaloudis, D. Karatolos, D. Koutelidis, G. Nathenas, S. Fasoulas, A. Filippoupolitis, A. (1997). Οι Ελληνικοί Σιδηρόδρομοι (Đường sắt Hy Lạp) (bằng tiếng Hy Lạp). Μίλητος (Militos). ISBN 960-8460-07-7.{{Chú thích sách}}:  Quản lý CS1: nhiều tên: danh sách tác giả (liên kết) Đây là nguồn có nhiều thông tin và được phép duy nhất về lịch sử đường sắt Hy Lạp.
- Simms, W.F. (1997). The railways of Greece. Wilfried F. Sims. ISBN 0-9528881-1-4. Có lịch sử tóm tắt, bản đồ đơn giản về các tuyến đường và danh sách đầy đủ về toa xe cho tới năm 1997.
- Organ, J. (2006). Greece Narrow Gauge. Middleton Press. ISBN 1-904474-72-1.

#### Hungary

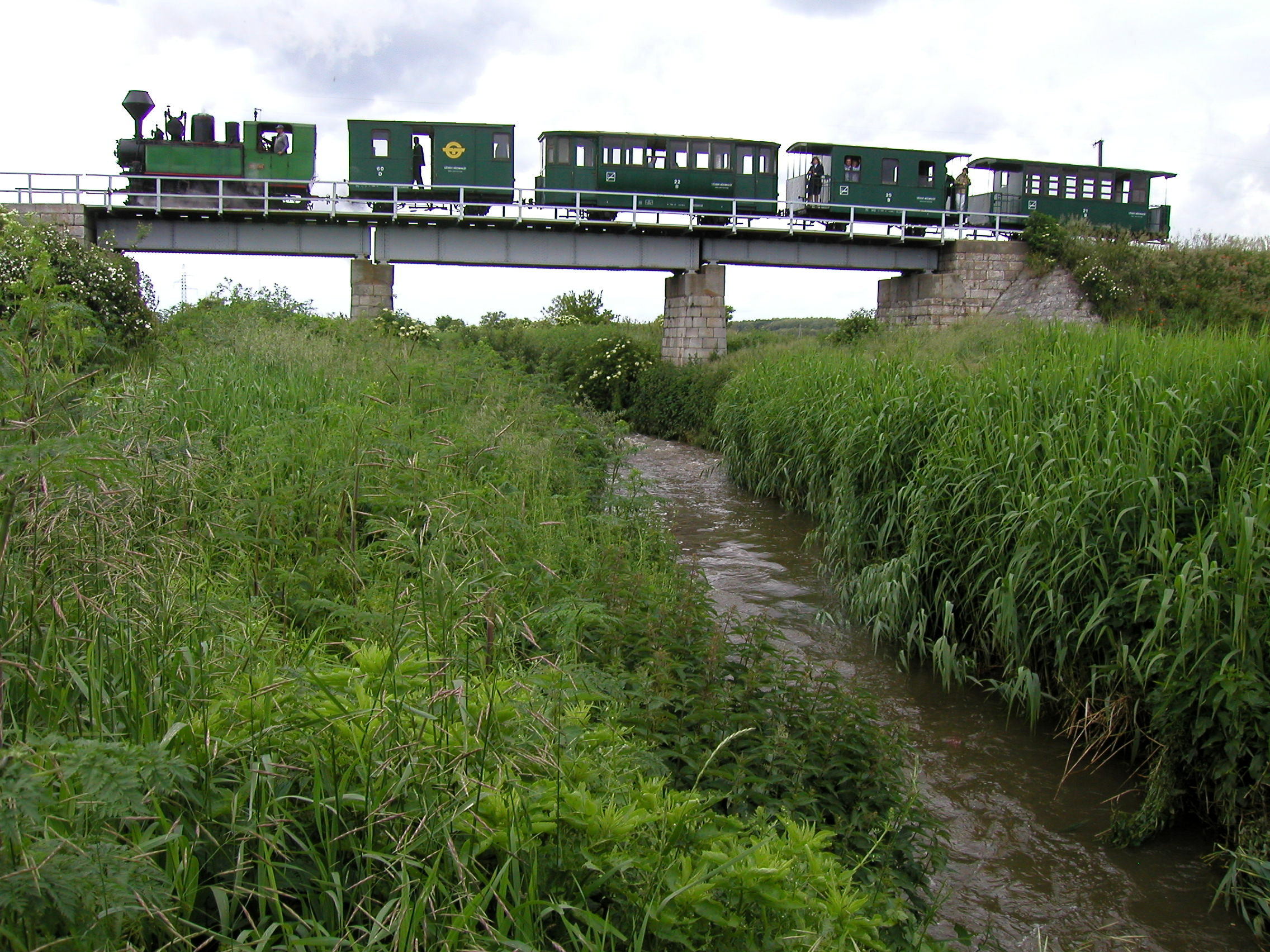
Đường sắt Bảo tàng Széchenyi tại Nagycenk

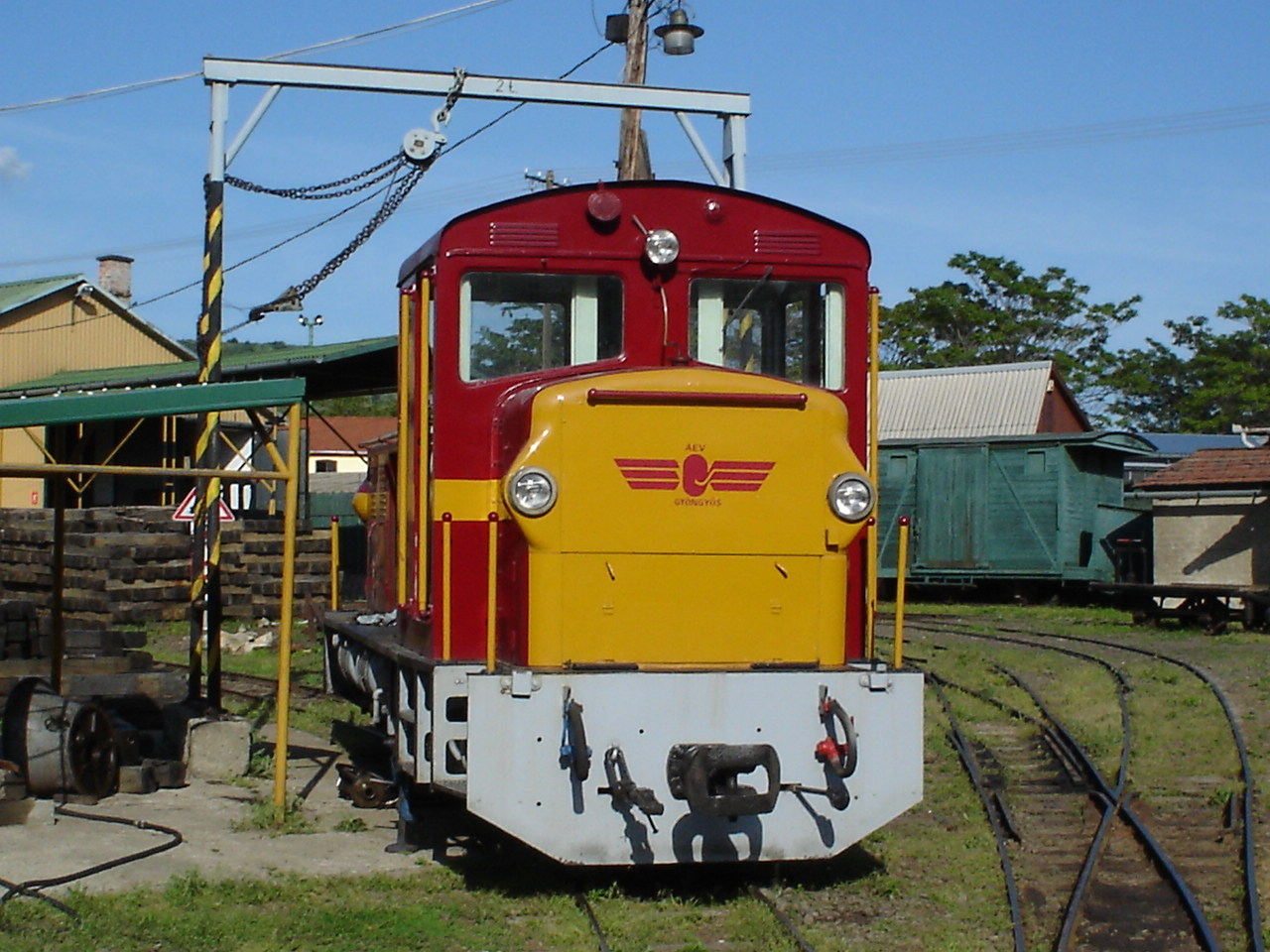
Đường sắt Mátra tại Gyöngyös

Vương quốc cũ có một mạng lưới đường sắt khổ hẹp dài hàng nghìn kilômét, đa phần trong số đó sử dụng khổ 760 mm (2 ft 5+15⁄16 in) hay 600 mm (1 ft 11+5⁄8 in), được xây dựng trong khoảng từ năm 1870 tới năm 1920. Các chủ đất, khu mỏ, doanh nghiệp nông nghiệp và lâm nghiệp lập ra các đường nhánh riêng của mình mà, khi họ thống nhất vào các mạng đường sắt vùng, dần đóng một vai trò quan trọng trong việc vận tải hành khách vùng. Sau Hiệp ước Trianon một số tuyến đường sắt đã bị cắt ngang bởi các đường biên giới mới, nhiều tuyến ở lại bên trong lãnh thổ Romania, Tiệp Khắc và Nam Tư. Vì thiếu các tuyến đường bộ nguyên vẹn, sau Thế chiến II nhiều tuyến đường sắt khổ hẹp là phương tiện duy nhất thích hợp để đi lại. Năm 1968 chính phủ Cộng sản bắt đầu áp dụng một chính sách loại bỏ đường sắt khổ hẹp để nhường cho giao thông đường bộ. Các tuyến đường sắt chở hàng còn lại tiếp tục suy giảm cho tới năm 1990 khi một mạng lưới chắp vá các tuyến đường sắt dần bị kiểm soát bởi các công ty và các cơ sở quản lý lâm nghiệp cho mục đích du lịch. Công ty Đường sắt Nhà nước điều hành các tuyến đường khổ hẹp tại Nyíregyháza và Kecskemét đóng một vai trò trong việc vận tải cấp vùng cho tới tận tháng 12 năm 2009. Trẻ em trong độ tuổi từ 10 tới 14 được cung cấp các dịch vụ tại Children's Railway ở Budapest.

#### Ireland

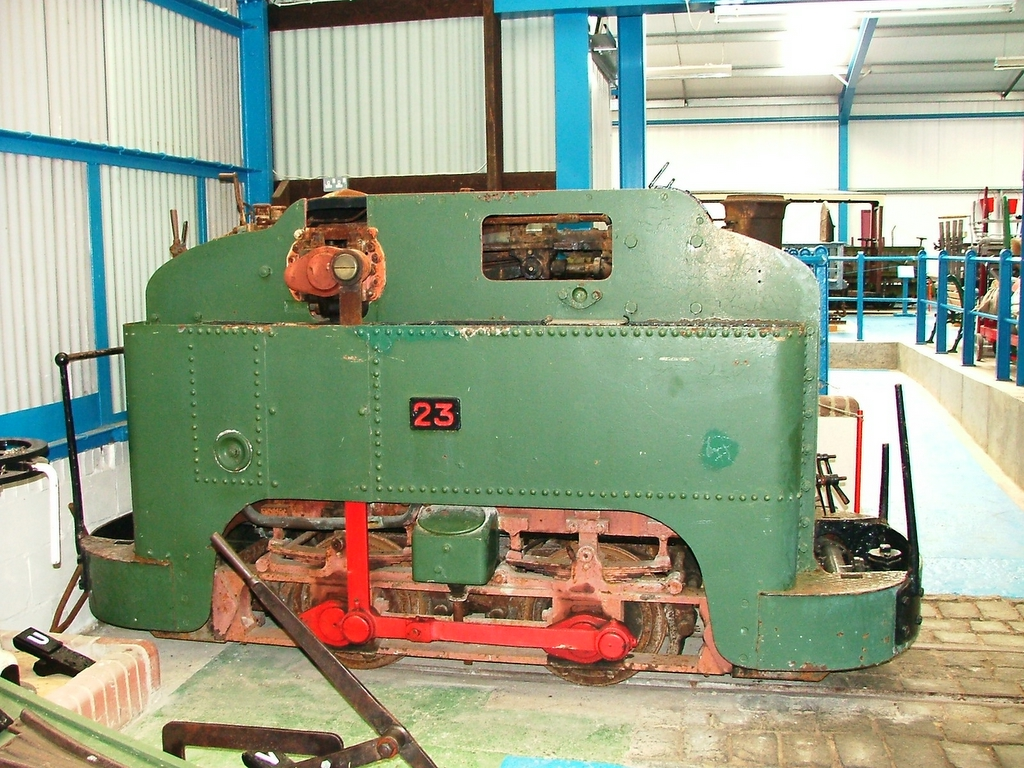
Đầu máy ủ bia Guinness

Nhiều hệ thống đường khổ hẹp 36 đã từng tồn tại ở Ireland. TẠi County Donegal có một mạng lưới rộng, với hai công ty điều hành từ Derry – the Londonderry & Lough Swilly Railway (L&LSR) và County Donegal Railways (CDRJC). Nổi tiếng là West Clare Railway – tại County Clare, với đầu máy diesel trước khi đóng cửa. Cavan & Leitrim Railway (C&LR) hoạt động ở nơi hiện là khu vực biên giới của County Cavan và County Leitrim. Một số đường khổ hẹp nhỏ hơn cũng tồn tại ở County Antrim và cả ở County Cork – đáng chú ý là Cork Blackrock & Passage Railway.
Ngoài các địa điểm di sản, đường sắt khổ hẹp Ireland hiện tại chỉ tồn tại ở những khu vực đầm lầy của Midlands như một phần của mạng lưới đường sắt công nghiệp lớn Bord na Móna để vận chuyển than bùn được khai thác tới các trung tâm phân phối hay các nhà máy điện.
Xem thêm: Lịch sử vận tải đường sắt tại Ireland

#### Ý
xxxxnhỏ|phải|250px|Tuyến du lịch Macomer-Bosa, tại Sardinia]]

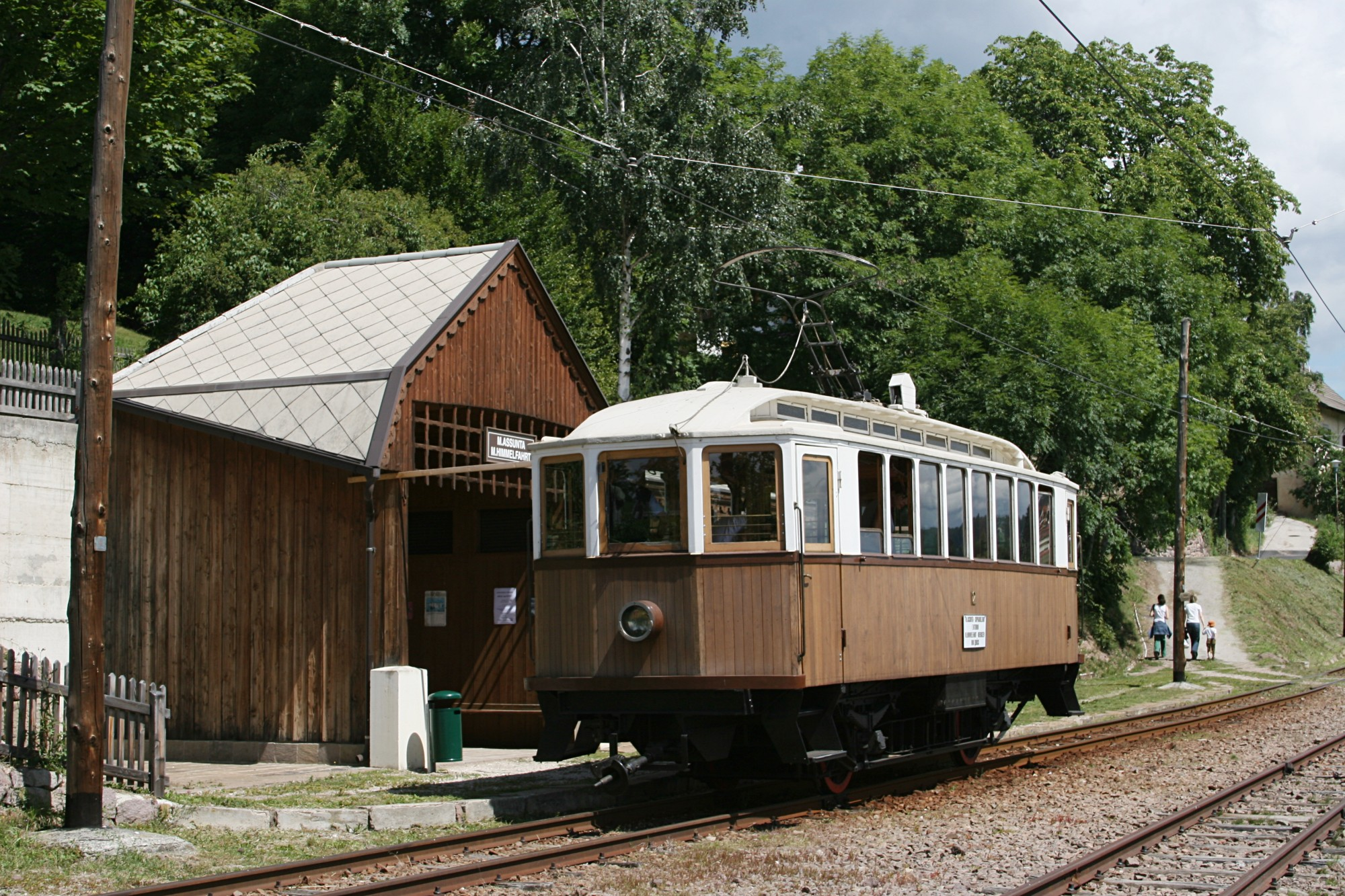
Toa xe tại Ferrovia del Renon

Các tuyến đường sắt khổ hẹp tại Italia (hay đã từng có) chủ yếu được xây dựng theo khổ 950 mm (3 ft 1+3⁄8 in), với một số tuyến khổ 1.000 mm (3 ft 3+3⁄8 in) và một số tuyến theo các khổ khác.
Tại Istria, tuyến đường sắt khổ hẹp được gọi là Parenzana được xây dựng từ Trieste - Capodistria hiện là Koper Slovenia - tới Parenzo hiện là Poreč Croatia (đã bị tháo dỡ).
Tuyến Trieste-Opicina là một tuyến xe điện khổ 1.000 mm (3 ft 3+3⁄8 in) với dây cáp kéo.
Tại Sardinia, một mạng lưới các tuyến đường khổ hẹp (950 mm/3 ft 1+3⁄8 in) đã được xây dựng, để bổ sung cho mạng lưới đường khổ tiêu chuẩn chính đã bao phủ các thành phố và bến cảng lớn. Các tuyến gồm:
| - Siliqua-San Giovanni Suergiu-Calasetta (đã bị tháo dỡ) - Iglesias-Monteponi-San Giovanni Suergiu (đã bị tháo dỡ) - Monteponi-Portovesme (đã bị tháo dỡ) - Cagliari-Mandas-Isili-Sorgono - Mandas-Gairo-Arbatax (chỉ hoạt động du lịch) - Gairo-Jerzu (đã bị tháo dỡ) |  | - Isili-Villamar-Villacidro (đã bị tháo dỡ) - Villamar-Ales (đã bị tháo dỡ) - Macomer-Bosa (đã bị tháo dỡ đoạn từ Bosa Marina tới Bosa) (chỉ hoạt động du lịch) - Macomer-Tirso-Nuoro - Tirso-Ozieri (đã bị tháo dỡ) - Sassari-Alghero, Sassari-Sorso - Sassari-Tempio Pausania-Luras-Palau (chỉ hoạt động du lịch) - Luras-Monti (đã bị tháo dỡ). |

Trong các tuyến vẫn còn lại, chỉ
| - Cagliari-Mandas-Isili - Sassari-Alghero - Sassari-Sorso - Sassari-Nulvi - Macomer-Nuoro |

vẫn hoạt động chở khách thường xuyên, được điều hành bởi Ferrovie della Sardegna (Railways of Sardinia) Lưu trữ ngày 2 tháng 2 năm 2010 tại Wayback Machine. Các tuyến khác chỉ phục vụ du lịch ngắm cảnh được gọi là Trenino verde (tàu xanh nhỏ)
Tại Sicilia, Ferrovia Circumetnea (khổ 950 mm/3 ft 1+3⁄8 in) chạy quanh Núi Etna. Các tuyến khổ hẹp 950 mm (3 ft 1+3⁄8 in) khác thuộc sự điều hành của Ferrovie dello Stato nhưng hiện đã đóng cửa. Tuyến cuối cùng trong số đó Castelvetrano-Porto Empedocle, đóng cửa năm 1985.
Tại Trento chỉ các tuyến khổ hẹp 1.000 mm (3 ft 3+3⁄8 in) từ Trento tới Malè và Marilleva vẫn hoạt động dưới sự điều hành của Trentino Trasporti. Gần đây tuyến đã được nâng cấp và mở rộng tới Fucine.
Tại Bolzano-Bozen (Alto Adige/Nam Tyrol) có hai tuyến khổ hẹp 1.000 mm (3 ft 3+3⁄8 in): tuyến Rittnerbahn, hay Ferrovia del Renon, một đường xe điện nông thôn rất đẹp và tuyến chở hàng tư nhân Laas-Lasa dẫn tới một hang đá mable, cũng dùng dây cáp kéo. Có hai mỏ du lịch sử dụng tàu khổ 600 mm (1 ft 11+5⁄8 in).
Giữa Napoli và Sorrento, quanh chân núi Vesuvius, công ty đường sắt Circumvesuviana điều hành dịch vụ trên các tuyến đường khổ 950 mm (3 ft 1+3⁄8 in).
Tại các vùng Puglia và Basilicata hiện có một số tuyến khổ 950 mm (3 ft 1+3⁄8 in) nối Bari, Potenza, Matera và Avigliano. Chúng thuộc sở hữu của Ferrovie Apulo Lucane.
Tại Calabria có tuyến Catanzaro Lido-Catanzaro-Cosenza 950 mm (3 ft 1+3⁄8 in), với một nhánh tới Camigliatello Silano, và hai tuyến từ Gioia Tauro. Tất cả đều thuộc sở hữu của Ferrovie della Calabria.
Tuyến Genova-Casella có khổ 1.000 mm (3 ft 3+3⁄8 in).

#### Đảo Man
Cả hai tuyến đường sắt chính tại Đảo Man đều có khổ 36. Đường sắt Hơi nước Đảo Man dẫn tới phía tây nam chủ yếu được điều hành như một tuyến du lịch nhưng Manx Electric Railway dẫn tới phía đông bắc là một tuyến hoạt động thương mại dù hoạt động của nó giống với một tuyến đường xe điện hơn là đường sắt. Snaefell Mountain Railway, đi lên đỉnh núi chính của hòn đảo có khổ 42; nó là Fell Incline Railway System đang hoạt động duy nhất trên thế giới.

#### Latvia
Có một tuyến đường công cộng, một tuyến bảo tàng và một số tuyến đường sắt công nghiệp than bùn.
Một tuyến đường sắt công cộng khổ 750 mm (2 ft 5+1⁄2 in) khoảng 30 km nối hai thị trấn Gulbene và Aluksne (hai chuyến mỗi ngày). Để biết thêm: http://www.banitis.lv.
Có một tuyến đường sắt bảo tàng tại Ventspils. Khổ là 600 mm (1 ft 11+5⁄8 in) và chiều dài cả tuyến theo hình tròn là 2 km. Các đầu máy là đầu máy hơi nước "Brigadelok" cũ. Từ năm 1918 tới tận đầu những năm 1960 chúng hoạt động thường xuyên từ Ventspils dọc bờ biển tới Mazirbe và tiếp tục đi tới Talsi và Stende.
Các công ty than bùn chủ yếu sử dụng khổ 750 mm (2 ft 5+1⁄2 in), nhưng cũng có các tuyến khổ 700 mm (2 ft 3+9⁄16 in) và 600 mm (1 ft 11+5⁄8 in).

#### Litva
Vẫn còn 158.8 km đường hẹp khổ 750 mm (2 ft 5+1⁄2 in), dù chỉ 68.4 km trong số đó (với năm ga) được sử dụng thường xuyên, với 12 đầu máy. Chúng thuộc trong Registry of Immovable Cultural Heritage Sites của Litva. Cũng còn nhiều nhà máy than bùn, với các tuyến đường khổ hẹp tư nhân để vận chuyển than bùn từ mỏ về nhà máy.

#### Na Uy

Thamshavn line Locomotive 3, được đặt tại khuôn viên Đại học Khoa học và Công nghệ Na Uy ở Trondheim, Na Uy

Tại Na Uy, một số tuyến đường chính ở thế kỷ 19 được xây dựng theo khổ hẹp, 42, để tiết kiệm chi phí tại các khu vực núi non thưa dân cư. Nó gồm cả tuyến đường dài đầu tiên của Na Uy, Rørosbanen, nối Oslo với Trondheim, 1877. Một số tuyến cấp hai cũng dùng khổ này. Các tuyến đường này đã được xây dựng lại theo khổ tiêu chuẩn hay bị đóng cửa. Một số tuyến đường sắt tư nhân có khổ 750 mm (2 ft 5+1⁄2 in) và một tuyến khổ 1.000 mm (3 ft 3+3⁄8 in). Một số tuyến vẫn đường sử dụng một phần như các tuyến bảo tàng, đặc biệt là Thamshavnbanen, Urskog-Hølandsbanen và Setesdalsbanen. Tàu điện tại Trondheim, Gråkallbanen cũng dùng khổ hẹp.

#### Ba Lan

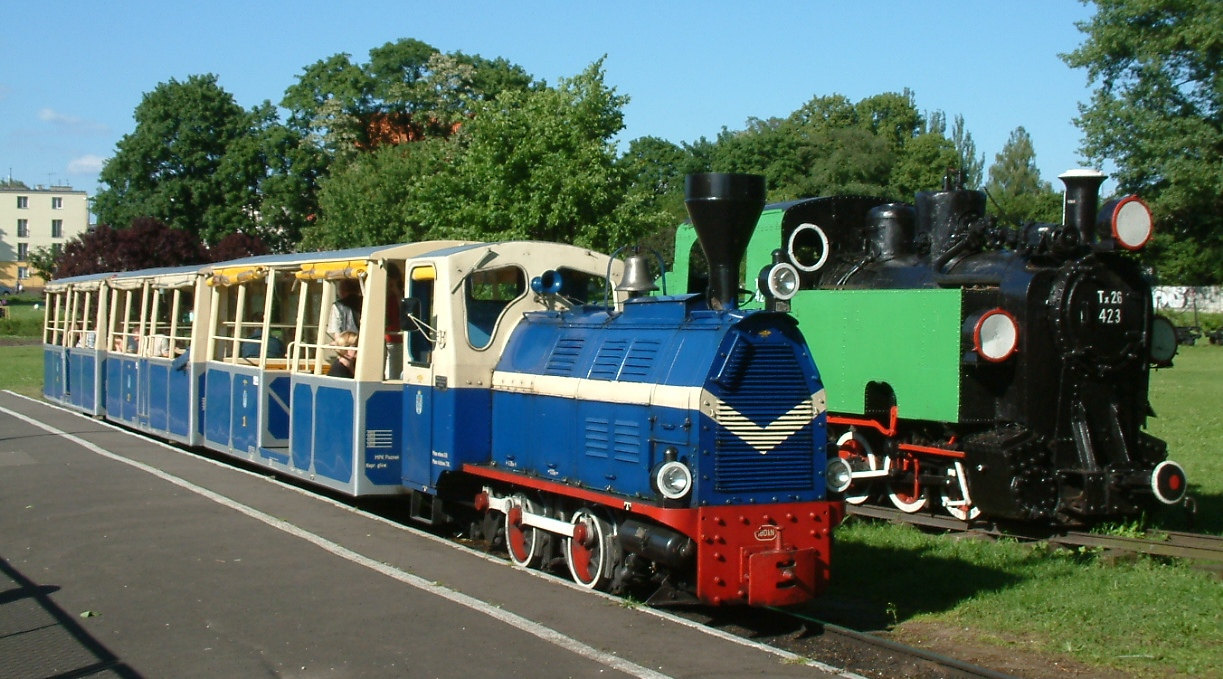
Kolejka Parkowa Maltanka - khổ tại Poznań

Có khàng trăm kilômét đường sắt khổ 600 mm (1 ft 11+5⁄8 in), 750 mm (2 ft 5+1⁄2 in), 785 mm (2 ft 6+29⁄32 in), và 1.000 mm (3 ft 3+3⁄8 in) tại Ba Lan. Các tuyến đường theo khổ mét chủ yếu có ở vùng tây bắc đất nước tại Pomerania, trong khi các tuyến 785 mm (2 ft 6+29⁄32 in) chủ yếu ở vùng Thượng Silesia. Khổ 750 mm (2 ft 5+1⁄2 in) là khổ đường sắt hẹp đường dùng nhiều nhất; ví dụ, nó được dùng tại tuyến Rogów Narrow Gauge Railway (Rogowska Kolej Wąskotorowa). Một số tuyến khổ hẹp vẫn hoạt động vận tải thường xuyên (ví dụ các tuyến do SKPL, the Association of Local Railway Haulage điều hành) , trong khi các tuyến khác hoạt động như những điểm thu hút khách du lịch. Một trong những tuyến đẹp nhất trong số đó là tuyến khổ600 mm (1 ft 11+5⁄8 in) (Żnińska Kolej Powiatowa) chạy từ Żnin qua Wenecja (tiếng Ba Lan Venice) và địa danh Biskupin nổi tiếng tới Gąsawa ở vùng Pałuki. Các truyền thống đường sắt của Pałuki có từ tháng 7 năm 1894 khi hai tuyến đầu tiên được khai trương.
Trong quá khức từng có các tuyến đường khổ 760 mm (2 ft 5+15⁄16 in), 800 mm (2 ft 7+1⁄2 in) và 900 mm (2 ft 11+7⁄16 in). Một tuyến giải trí khổ 900 mm (2 ft 11+7⁄16 in) dài 4.2 km vẫn hoạt động trong Amusement-Recreation Park ở Chorzów, Thượng Silesia. Một tuyến tương tự khổ 600 mm (1 ft 11+5⁄8 in), Kolejka Parkowa Maltanka, hoạt động tại Poznań. Một số tuyến đường sắt khổ hẹp của Ba Lan đã được những người tình nguyện duy trì; một tổ chức chuyên bảo tồn các tuyến đường sắt khổ hẹp là FPKW, Quỹ Đường sắt Khổ hẹp Ba Lan .

#### Bồ Đào Nha

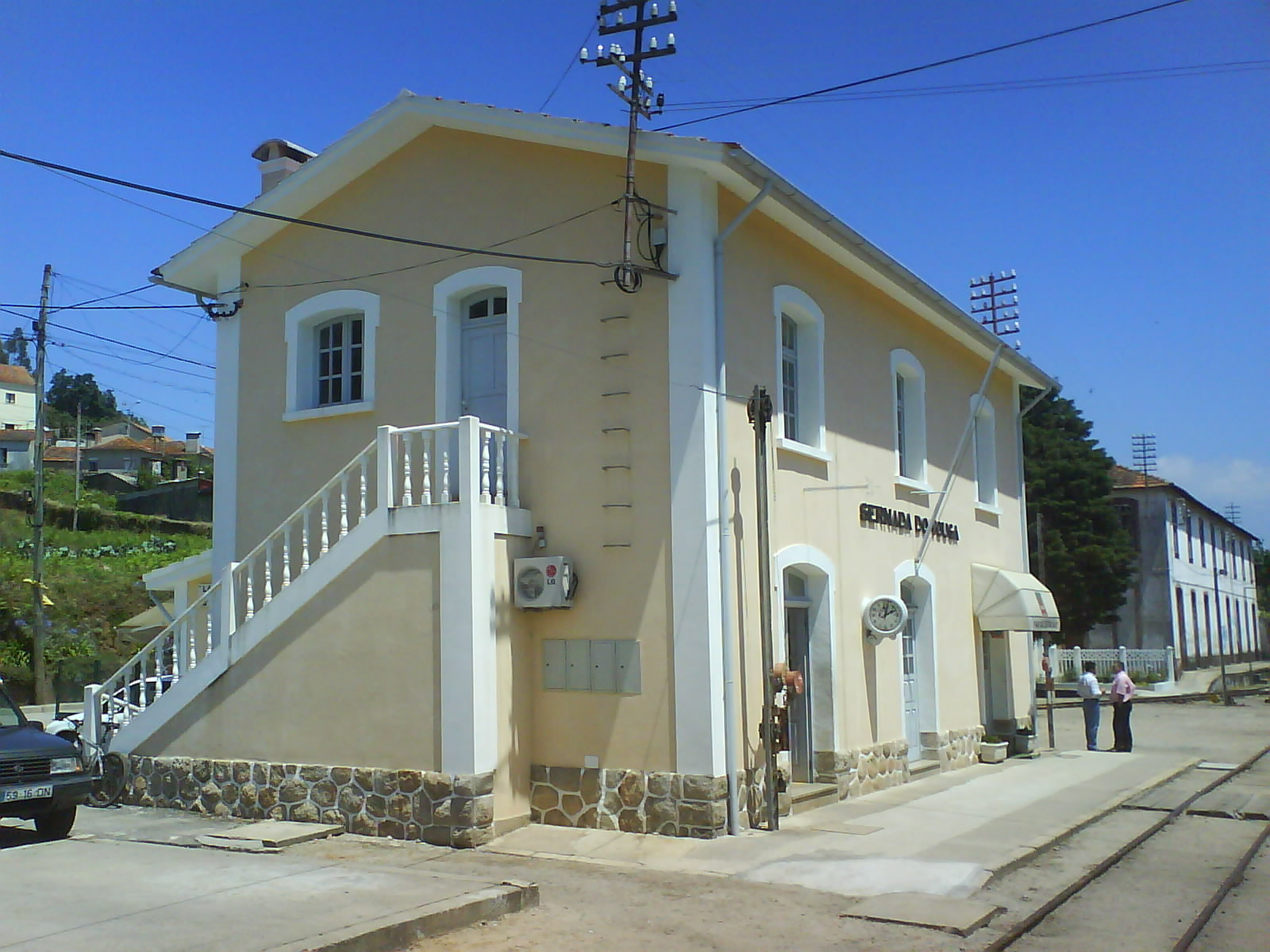
Ga đường sắt Sernada do Vouga

Bồ Đào Nha có hàng trăm kilômét đường sắt khổ 1.000 mm (3 ft 3+3⁄8 in), gồm cả: Linha do Porto à Póvoa e Famalicão - Đã đóng cửa. Một số nền đường cũ hiện được sử dụng cho các toa xe của Oporto's Metropolitan. Linha de Guimarães - Đã đóng cửa đoạn giữa Guimarães và Fafe, đã được chuyển đổi thành một đường xe đạp. Phần còn lại hiện là đường khổ rộng. Linha do Tâmega. Linha do Corgo. Linha do Tua. Linha do Sabor. Linha do Vouga (đóng cửa tại Sernada do Vouga - Viseu, hoạt động tại Aveiro - Sernada do Vouga - Albergaria-a-Velha - Oliveira de Azeméis - Espinho). Linha do Dão.
Bốn tuyến phục vụ hành khách vẫn đang hoạt động.
Tuyến Tamega Line chạy giữa Livração và Amarante trong Quận Oporto và chạy gần sông Tâmega.
Tuyến Corgo chạy từ Regua, trên sông Douro tới Vila Real. Tuyến này trước kia chạy tới Chaves và đường vẫn được để nguyên năm 2008. có một Bảo tàng Đường sắt nhỏ tại Chaves.
Tuyến Tua Line chạy về phía bắc từ Tua tới Bragança và trước kia chạy tới Mirandela. Tuyến này ít được sử dụng nhất và có thể sẽ sớm bị đóng cửa nhưng ở thời điểm mùa xuân năm 2008 nó vẫn đang hoạt động. Tuyến bị đóng cửa tạm thời ngày 10 tháng 4 năm 2008 sau một vụ lở đất khiến một xe kiểm tra hạng nhẹ bị trật bánh gần ga Santa Luzia, và không biết khi nào nó sẽ được mở cửa trở lại.
Cuối cùng là một tuyến chạy từ Oporto tới tuyến chính Lisbon tại Espinho tới Sernada do Vouga và quay trở lại tuyến đó ở Aveiro, Linha do Vouga. Tuyến này có một bảo tàng tại Macinhata do Vouga trong khi các xưởng chính nằm tại Sernada do Vouga. Tuyến này có thể bị đóng cửa vào bất kỳ lúc nào.

### châu Á
Bangladesh, Ấn Độ, Pakistan và Sri Lanka được thừa hưởng rất nhiều khổ đường sắt, một số trong đó là khổ 1. Indian Railways đã thông qua Dự án đơn khổ, tìm cách chuyển đổi một cách có hệ thống hầu hết các tuyến đường khổ hẹp của họ về khổ 66.

#### Nam Á
Các tuyến đường sắt ở Đông Nam Á, gồm cả Việt Nam, Campuchia, Lào, Thái Lan, Myanmar và Malaysia chủ yếu theo khổ 1. Dự án ASEAN Railway được đề xuất sẽ theo khổ tiêu chuẩn hay khổ đôi, sử dụng cả các mạng lưới đường sắt khổ mét và khổ tiêu chuẩn cấp vùng, nối Singapore ở mũi cực nam với Bán đảo Malay, qua vùng Hiệp hội các Quốc gia Đông Nam Á Malaysia, Thái Lan, Lào và Việt Nam với mạng lưới đường sắt khổ tiêu chuẩn của Cộng hoà Nhân dân Trung Hoa. Các tuyến đường sắt của Indonesia chủ yếu theo khổ 1067.

#### Trung Quốc
Một số mạng lưới đường sắt của Cộng hoà Nhân dân Trung Hoa theo khổ 1.
Nhiều tuyến đường sắt khổ hẹp có mặt tại Trung Quốc. Các tuyến đường sắt khổ mét tại Trung Quốc cũng phổ thông tại nhiều vùng trước năm 1949. Đường sắt Côn Minh-Hà Khẩu khổ 1.000 mm (3 ft 3+3⁄8 in) (trước kia được gọi là Đường sắt Trung Quốc-Việt Nam) được Pháp xây dựng giữa Việt Nam và Trung Quốc. Tại Mãn Châu, ngành công nghiệp gỗ xẻ đã xây dựng các tuyến đường sắt khổ hẹp vào các khu rừng, chủ yếu theo khổ 2 ft 6 in (762 mm).

#### Hồng Kông

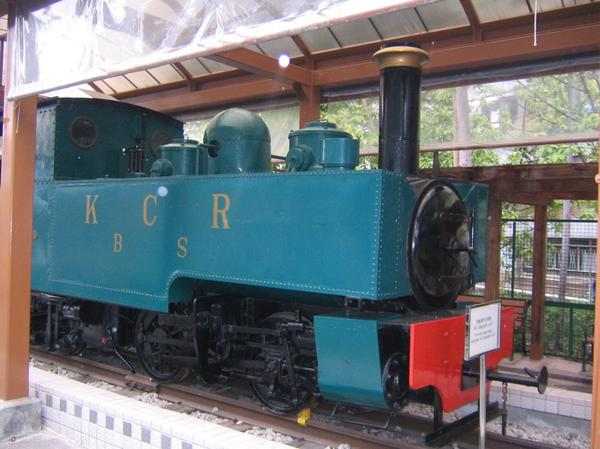
Đầu máy Kowloon-Canton Railway được bảo tồn

Tại Hồng Kông Kowloon-Canton Railway một phần sử dụng khổ 2 ft (610 mm) và một phần theo khổ 3 ft (914 mm) trong thời gian xây dựng năm 1910 nhưng đã rất nhanh chóng đổi theo khổ tiêu chuẩn. Sha Tau Kok Railway dùng khổ 2 ft (610 mm) trong hầu hết thời gian tồn tại của nó. Hong Kong Tramways nổi tiếng theo khổ 3 ft 6 in (1.067 mm), và mạng lưới metro của lãnh thổ này, MTR, chạy trên khổ 1432 mm ngoại trừ mạng lưới KCR khổ tiêu chuẩn hoạt động theo một hợp đồng.

#### Ấn Độ

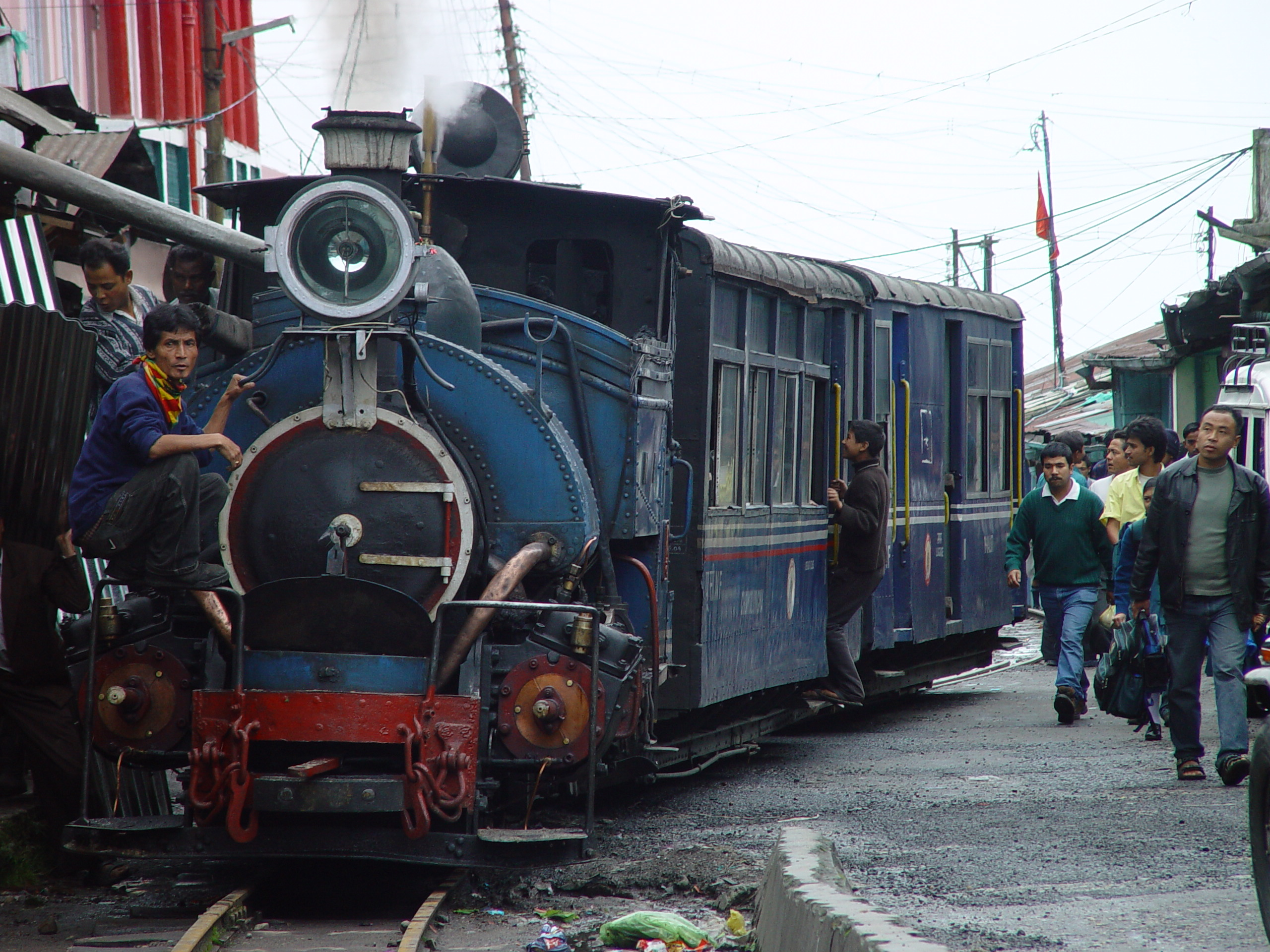
Darjeeling Himalyan Railway

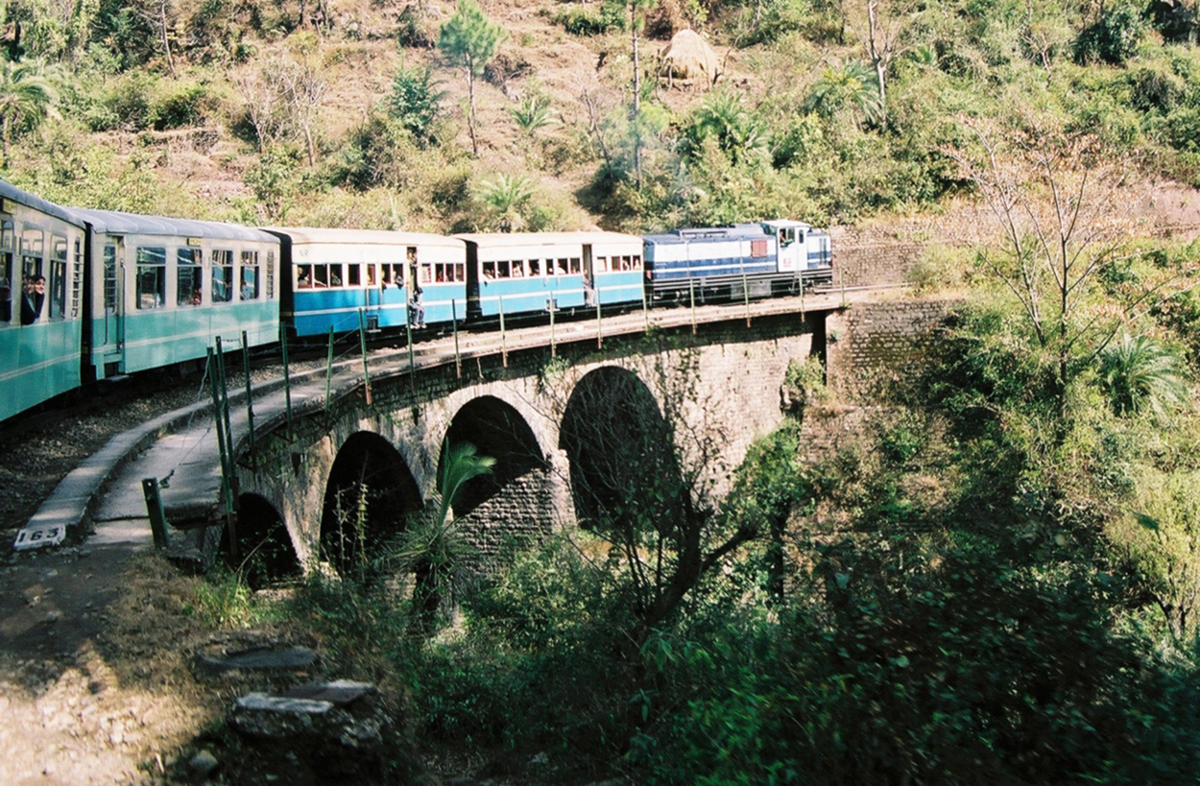
Kalka Shimla Railway

Ấn Độ có một mạng lưới đáng kể các tuyến đường sắt khổ hẹp. Đa số chúng theo khổ 1.000 mm (3 ft 3+3⁄8 in) hay khổ mét, tổng cộng có xấp xỉ 10,000 km đường. Có một số tuyến khổ 30, và một số dùng khổ 24; chúng được gọi là các tuyến "khổ hẹp" (trái ngược với "khổ mét") ở Ấn Độ.
Ở thời điểm 31 tháng 3 năm 2008, trong số 63,273 km đường sắt ở Ấn Độ, 9,442 km theo khổ mét, và 2,749 km theo khổ hẹp; số còn lại 51,082 km là các tuyến khổ rộng.
Năm 1999 Darjeeling Himalayan Railway khổ 24 đã được chính thức công nhận là một Địa điểm Di sản Thế giới của UNESCO. Nó chạy từ Siliguri tới Darjeeling thuộc bang Tây Bengal.

#### Indonesia
Indonesia có một số lượng lớn các tuyến đường khổ hẹp phục vụ công nghiệp, chủ yếu là mía đường ở Java. In recent years, sản xuất mía tại Java đã sụt giảm và các tuyến đường sắt hầu hết đã bị đóng cửa hay sử dụng cho du lịch.
Hầu hết các tuyến đường sắt đang hoạt động hiện nay ở Indonesia sử dụng khổ Cape 1067.

#### Nhật Bản

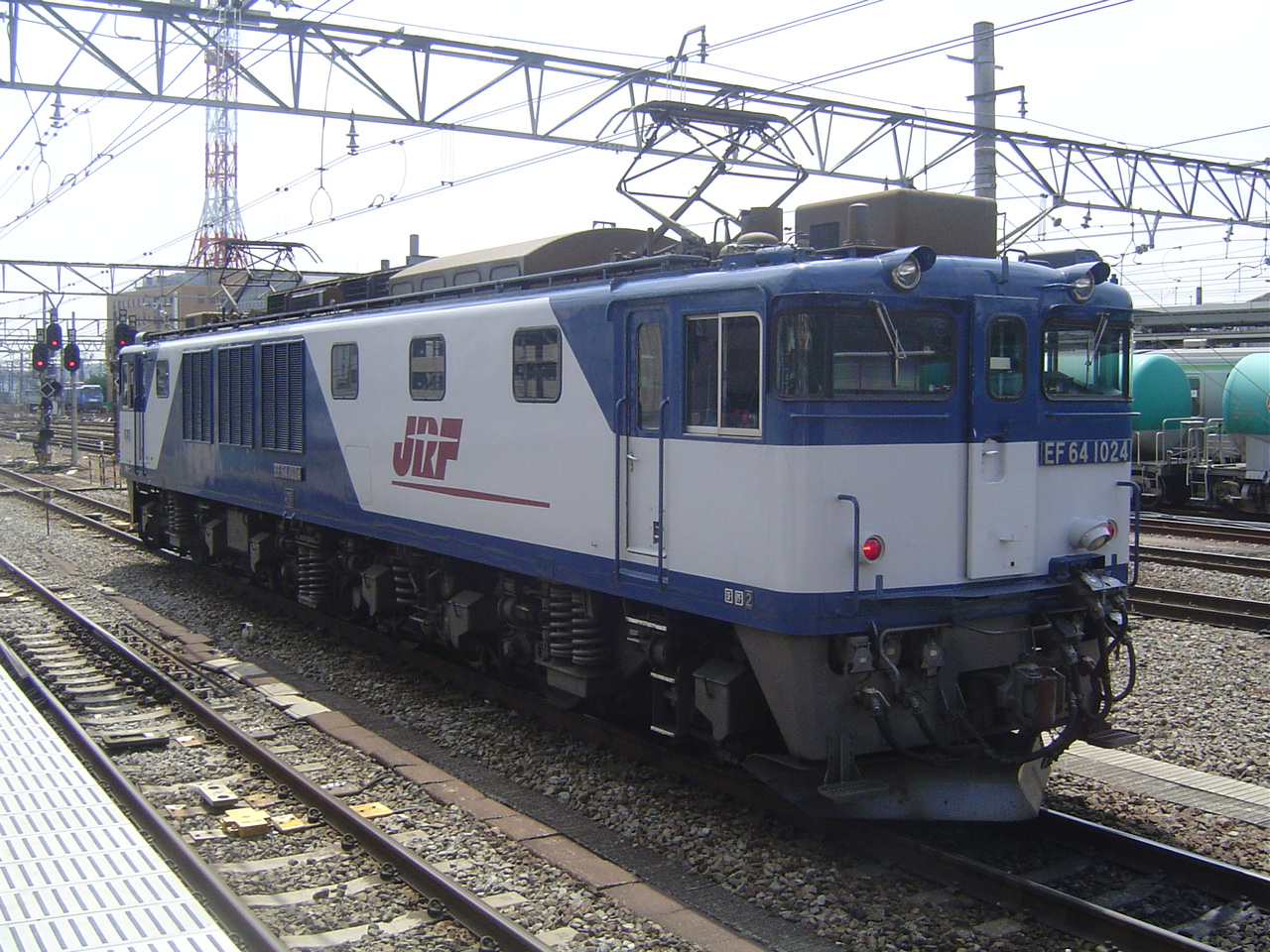
Đầu máy chở hàng hiện đại của Nhật Bản

Ngoại trừ các tuyến Shinkansen tốc độ cao và hiện đại cùng JR East Ou Main Line và Tazawako Line, toàn bộ mạng lưới đường sắt của Japan Railways Group đều là khổ hẹp, được xây dựng theo kích thước 3 ft 6 in (1.067 mm). Một số công ty, như Kintetsu, Keisei Electric Railway, Keihin Electric Express Railway, Hankyu Railway, Toei Asakusa Line, Ginza Line của Tokyo Metro và Marunouchi line, sử dụng khổ tiêu chuẩn.
Mạng lưới Keio Electric Railway của Tokyo và tuyến metro Toei Shinjuku sử dụng khổ ngoại lệ 4 ft 6 in (1.372 mm). Khổ này cũng được dùng cho các tuyến xe điện Tokyo và Hakodate.
Có một số tuyến khổ kép (còn gọi là "đường lồng", dùng 3 thanh ray tạo ra hai khổ đường 1.000mm và 1.435mm hoặc 762mm trên cùng một mặt đường) cho phép các đoàn tàu Shinkansen chạy trên các nhánh khổ hẹp. Nhật Bản đã chấp nhận 2 ft 6 in (762 mm) là khổ tiêu chuẩn cho các tuyến đường công nghiệp, nhỏ và lâm nghiệp. Tuy nhiên, hầu hết các tuyến khổ hẹp đó đã bị bỏ và hiện chỉ còn bốn tuyến đang hoạt động.

#### Malaysia

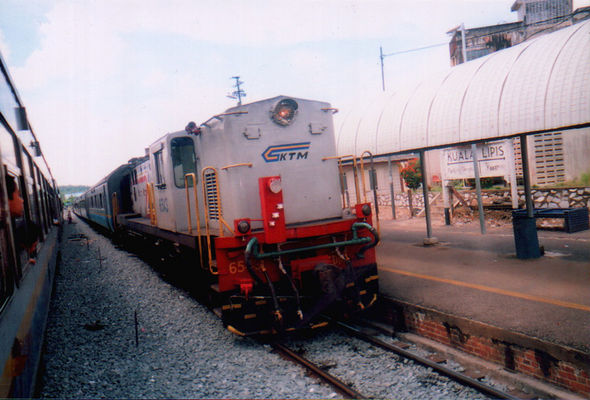
Một tàu KTMB

Những hệ thống đường sắt cổ nhất của Malaysia hoàn toàn theo khổ 1.000 mm (3 ft 3+3⁄8 in), một tiêu chuẩn đã được chấp nhận từ thời chính phủ thuộc địa Anh xây dựng những tuyến đường sắt đầu tiên năm 1885.
Keretapi Tanah Melayu, công ty đường sắt chính trên Bán đảo Malaysia, sử dụng khổ mét cho các tuyến liên thành phố chính trên bờ biển phía đông và phía tây, cũng như các tuyến đường sắt nối với Singapore, từ Johor-Singapore Causeway tới ga đường sắt Tanjong Pagar. Các tuyến khổ mét hiện có cũng được dùng cho KTM Komuter, dịch vụ đường sắt đô thị của nước này, nối Kuala Lumpur với các khu ngoại ô xung quanh. Tuy nhiên, khổ tiêu chuẩn được sử dụng bởi các công ty đường sắt nhẹ mới tại thành phố Kuala Lumpur (Putra LRT, Star LRT) cũng như Express Rail Link do tư nhân điều hành nối với sân bay.
Tại Sabah, North Borneo Railway ("Keretapi Negeri Sabah") điều hành một tuyến khổ mét từ Kota Kinabalu tới Tenom trong Crocker Ranges, qua Beaufort. Tàu hơi nước cũng được dùng trên tuyến đường này.

#### Philippines
Ngoại trừ các hệ thống Quá cảnh Đường sắt Nhẹ (LRT) và Quá cảnh Metro Đường sắt (MRT) tại Metro Manila, vốn đều được xây dựng theo khổ tiêu chuẩn quốc tế, Philippine National Railways ("PNR") sử dụng "Khổ Cape" với kích thước 3 ft 6 in (1.067 mm). PNR hiện điều hành chỉ một tuyến: từ Manila tới thành phố Legaspi phía nam Luzon. Cho tới những năm 1980 một mạng lưới lớn hơn đã tồn tại và đi xa tới tận San Fernando ở tỉnh La Union. Có những kế hoạch để khôi phục tuyến La Union và xây dựng các tuyến mới nối Manila với Batangas và sân bay quốc tế.
Cũng có một số tuyến đường sắt khổ hẹp công nghiệp sử dụng đầu máy hơi nước trong ngành công nghiệp mía đường. Chúng tập trung trên các hòn đảo Negros và Panay. Vùng Visayas là trung tâm chính của những tuyến đường sắt mía đường; như La Carlotta Milling tại Negros, chạy các đoàn tàu thuê bao phục vụ du lịch.
Các tuyến đã bị bỏ có trên các hòn đảo Cebu, đã bị bỏ những năm 1950 hay 1960, Mindanao, và Panay, đóng cửa trong thập niên 1990. Có các kế hoạch để khôi phục tuyến Panay Rail nối thành phố Roxas với Iloilo.

#### Đài Loan

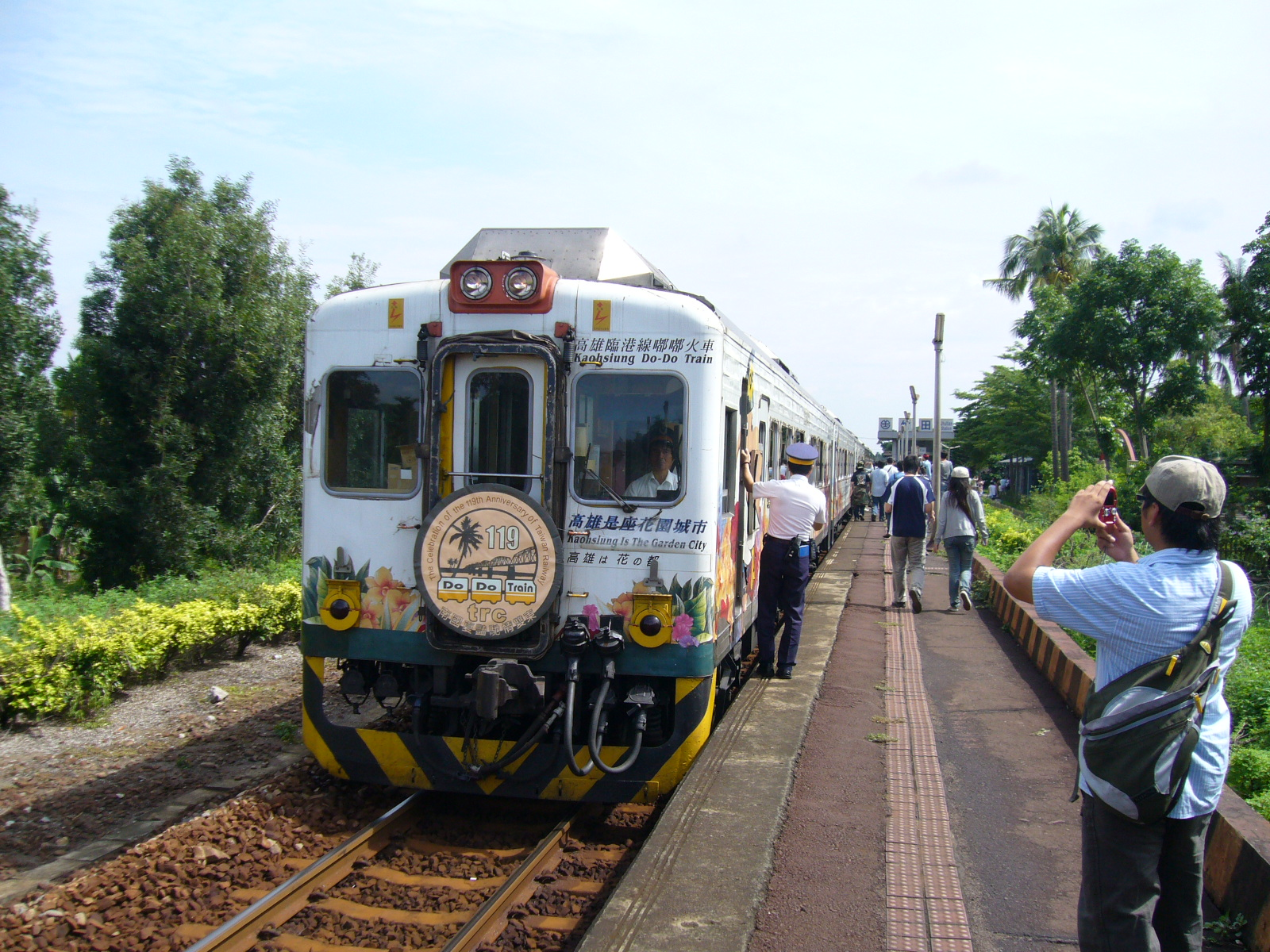
Dịch vụ đường sắt khổ hẹp Đài Loan

Đài Loan đã bắt đầu xây dựng đường sắt từ thời Nhà Thanh với khổ 3 ft 6 in (1.067 mm). Chính phủ thuộc địa Nhật Bản, cai trị từ năm 1895 tới năm 1945, tiếp tục sử dụng khổ 3 ft 6 in (1.067 mm). Hệ thống hiện thuộc quyền quản lý của Cơ quan Đường sắt Đài Loan. Hệ thống Quá cảnh Nhanh Đài Bắc mới và hệ thống metro đang được xây dựng ở Cao Hùng sử dụng khổ tiêu chuẩn. Taiwan High Speed Rail (HSR) bắt đầu hoạt động tháng 1 năm 2007 cũng sử dụng khổ tiêu chuẩn. Một tuyến khổ 2 ft 6 in (762 mm) tách biệt trên bờ biển phía đông đã được chuyển đổi khổ thành 3 ft 6 in (1.067 mm) khi tuyến này được nối với các tuyến khác. Alishan Forest Railway theo khổ hẹp 2 ft 6 in (762 mm).
Một tuyến khổ hẹp 2 ft 6 in (762 mm) Alishan Forest Railway dài 72 km và nối thành phố Chiayi với khu nghỉ dưỡng vùng núi Alishan. Tuyến này chủ yếu hoạt động như một điểm thu hút du khách và mang lại cho du khách những quang cảnh tuyệt đẹp.
Ngày 7 tháng 9 năm 2006, chính phủ Đài Loan tuyên bố một kế hoạch nâng cấp lên hệ thống đường sắt khổ tiêu chuẩn. Đây không phải lần đầu tiên kế hoạch này được đưa ra. Trên thực tế, một số cơ sở đã được phép chuyển đổi theo khổ tiêu chuẩn như các đường hầm ngầm được xây dựng từ cuối những năm 1980. Nhiều chuyên gia chỉ trích đề xuất như một sự lãng phí nếu không phải là không thể thực hiện bởi mọi đầu máy, toa hành khách và chở hàng đều phải được quy về theo khổ tiêu chuẩn. 

#### Trung Đông
Cho tới năm 1932 có một đoàn tàu khổ hẹp chạy từ Cairo tới Palestine, Liban, Syria, Thổ Nhĩ Kỳ, BA Tư (sau này là Iran) và Iraq. Tuyến đường và các ga chủ yếu là các địa điểm du lịch, với một số đoạn đã được sửa chữa và hoạt động như những điểm thu hút du khách. Đoàn tàu nổi tiếng vì tốc độ chậm, và không thể chạy lên đồi.

### châu Phi
Các tuyến đường sắt khổ hẹp rất phổ biến ở châu Phi, nơi những khoảng cách xa xôi, những địa thế khó khăn và nguồn vốn thấp khiến các tuyến khổ hẹp trở nên hấp dẫn hơn. Nhiều quốc gia, đặc biệt ở miền nam châu Phi, gồm cả mạng lưới South African Railway rộng lớn (Spoornet), sử dụng khổ 42. Khổ mét cũng phổ thông, như trong trường hợp của Uganda Railway. Có những mạng lưới đường sắt khổ 24 và 600 mm (1 ft 11+5⁄8 in) rộng lớn tại các quốc gia như Maroc, Congo, Angola, Namibia và Nam Phi, nhưng chúng hầu hết đã bị dỡ bỏ. Một số tuyến vẫn còn lại ở Ai Cập.
Bởi châu Phi được phân chia thành nhiều quốc gia, việc xây dựng đường sắt bởi các chính phủ khác nhau thường không kết nối với nhau, mỗi tuyến của mỗi nước nối vùng đất riêng của họ với các cảng riêng của họ. Vì thế có nhiều các khổ đường không tương thích với nhau. Ví dụ một tuyến đường nối từ Nigeria tới Cameroon đòi hỏi việc kết nối khổ 42 với khổ 1.000 mm (3 ft 3+3⁄8 in).
Các tuyến đường sắt của Nam Phi và nhiều quốc gia châu Phi, gồm cả Angola, Botswana, Congo, Ghana, Mozambique, Namibia, Nigeria, Sudan, Zambia và Zimbabwe, sử dụng khổ 1067, thỉnh thoảng được gọi là khổ Cape. Kenya, Uganda và các nước khác sử dụng khổ 1. Tại Tanzania các tuyến của East African Railways trước kia theo khổ mét trong khi tuyến TAZARA dùng khổ 42
Trong thời Anh thực dân hoá châu Phi, Cecil Rhodes ủng hộ việc xây dựng một tuyến đường sắt Cape tới Cairo, nối toàn bộ khu vực của Anh dọc theo rìa phía đông châu Phi giữa Nam Phi và Ai Cập. Trong khi hầu hết các quốc gia mà tuyến đường sắt đó sẽ chạy qua sử dụng các tuyến khổ cape, Tanzania và Kenya có các tuyến khổ mét, dù tuyến TAZARA tại Tanzania theo khổ cape.

#### Eritrea
Xa hơn về phía bắc, Eritrean Railway đang trong quá trình khôi phục lại tuyến đường khổ hẹp 950 mm (3 ft 1+3⁄8 in) của họ, một tàn tích từ những ngày thuộc địa Italia cũ đã bị bỏ hoang và bị hư hại nặng nề trong cuộc chiến tranh giành độc lập của Eritrea. Các tuyến đường sắt lân cận là tuyến khổ 42 tại Sudan và tuyến khổ 1.000 mm (3 ft 3+3⁄8 in) tại Ethiopia.

#### Cameroon
Trong Thế chiến I khi Cameroon là một thuộc địa của Đức, một mạng lưới đường sắt Feldbahn khổ 24 đã được xây dựng. Chúng cuối cùng được mở rộng lên khoảng 150 km đường phục vụ cho ngành cao su và dầu cọ.
Khổ 1.000 mm (3 ft 3+3⁄8 in) hiện được sử dụng.

#### Maroc
Maroc từ năm 1912 tới năm 1935 có một trong những mạng lưới đường sắt khổ 600 mm (1 ft 11+5⁄8 in) lớn nhất châu Phi với tổng chiều dài hơn 1700 kilômét. Sau hiệp ước Algeciras theo đó các đại diện của các Cường quốc đồng ý không xây dựng bất kỳ tuyến đường sắt khổ tiêu chuẩn nào tại Maroc cho tới khi tuyến đường khổ tiêu chuẩn Tangier - Fez được hoàn thành, người Pháp đã bắt đầu xây dựng các tuyến đường sắt quân sự khổ 600 mm (1 ft 11+5⁄8 in) trong phần Maroc của họ Maroc thuộc Pháp.

#### Nam Phi

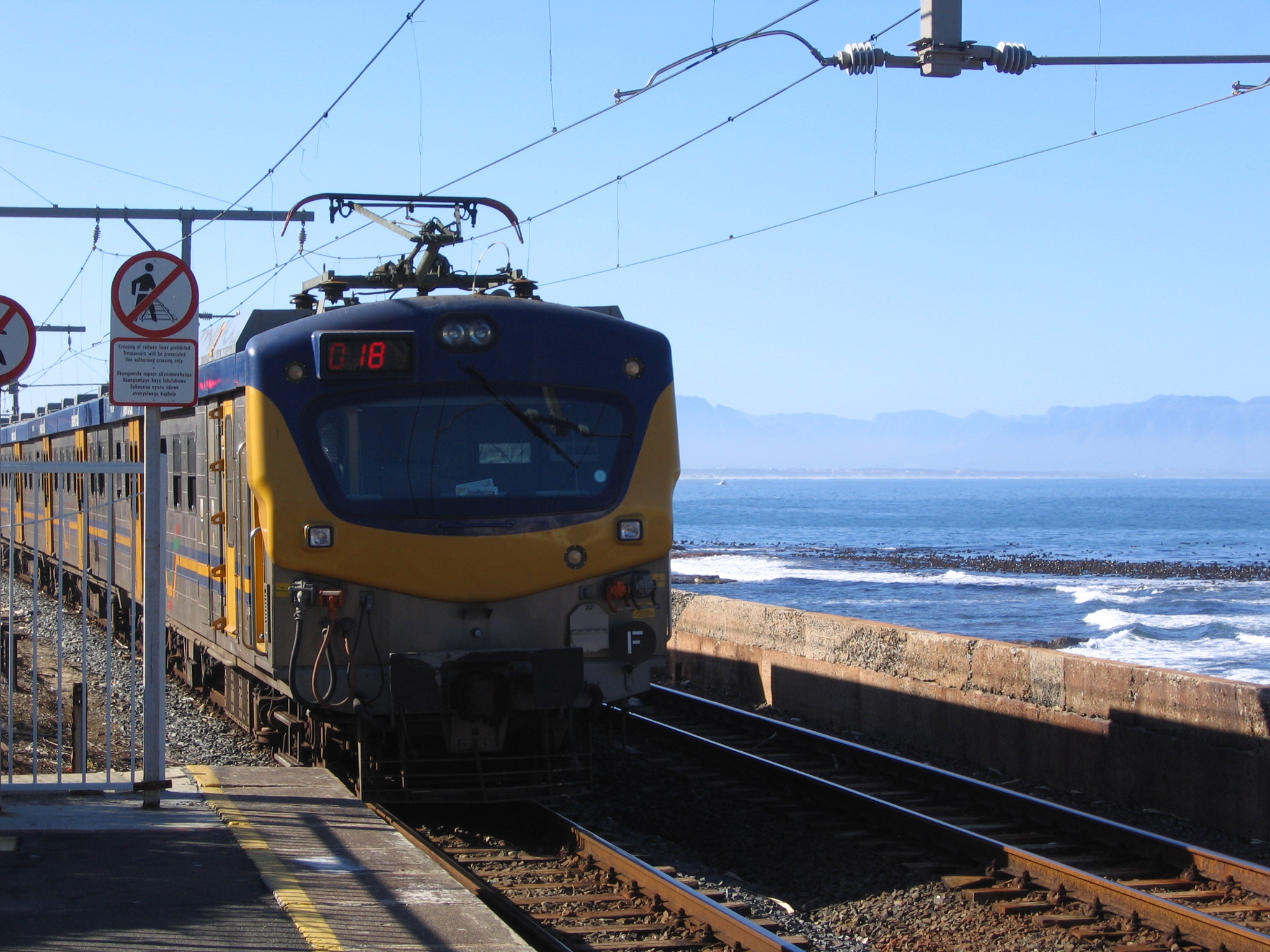
Một đoàn tàu đô thị hiện đại gần Cape Town

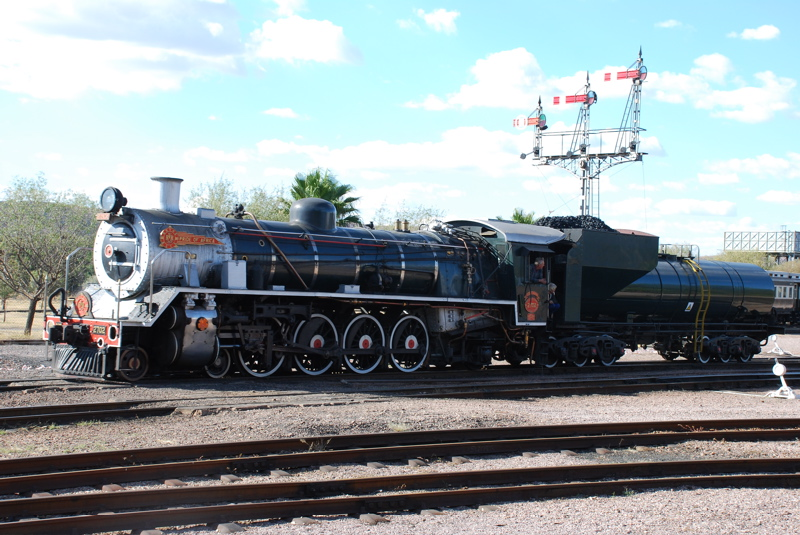
Đầu máy Lớp 19D tại Pretoria

Khổ tiêu chuẩn ban đầu, các tuyến đường của Cape Colony khi ấy đã chuyển theo khổ hẹp 42, thỉnh thoảng được gọi là khổ Cape, vì các lý do chi phí. Tuy nhiên, với sự phát triển một nền kinh tế mạnh, với nhu cầu vận tải than và quặng sắt xuất khẩu lớn, và việc điện khí hoá hầu hết các tuyến đường sắt, Nam Phi, như Queensland, sử dụng nhiều đoàn tàu khổ hẹp với khả năng vượtg hơn hẳn mọi đoàn tàu khổ tiêu chuẩn (ngoại trừ Trung Quốc) và khổ lớn. Trên thực tế, trong năm 1989 tuyến Sishen-Saldanha đã lập một kỷ lục thế giới khi mang đoàn tàu lớn nhất trong lịch sử, dài 7.2 km với 660 toa được kéo bởi 15 đầu máy với trọng lượng 71,232 tấn. Tuy nhiên, tuyến đường Gautrain được đề xuất giữa Johannesburg và Pretoria sẽ sử dụng khổ tiêu chuẩn, và vì thế sẽ không thể sử dụng bất kỳ mạng lưới đường sắt hiện có nào của quốc gia.
Avontuur Railway hoạt động giữa Port Elizabeth và Avontuur ở Nam Phi. Đây là tuyến đường khổ 610 dài nhất thế giới với chiều dài 285 km. Nó được điều hành bởi công ty đường sắt Nam Phi Spoornet. Tuyến này hiện được gọi là Apple Express.

### Châu Đại Dương

#### Australia

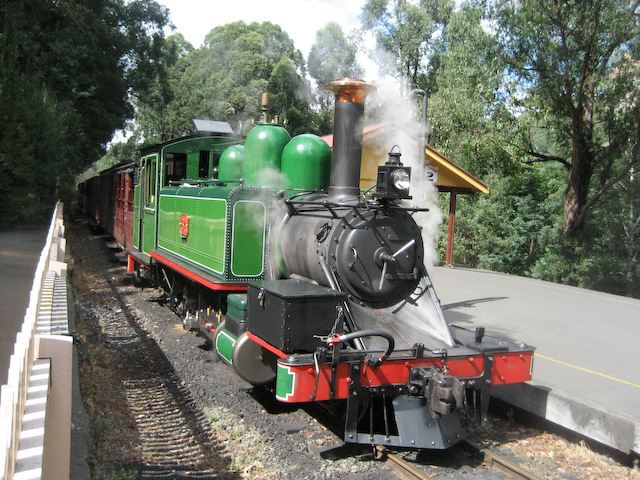
Tàu hoả Puffing Billy tại ga Lakeside

Queensland, Tasmania, Tây Australia và nhiều phần của Nam Australia đã chấp nhận khổ 1067 để bao phủ những khoảng cách lớn với chi phí thấp. Hầu hết các tuyến đường sắt công nghiệp được xây dựng theo khổ 610. Ba khổ đường sắt khác nhau hiện được sử dụng rộng rãi tại Australia, và ít có tương lai về một sự tiêu chuẩn hoá toàn bộ.
Trước năm 1901, mỗi trong sáu thuộc địa của Anh chịu trách nhiệm về cơ sở hạ tầng vận tải đường sắt. Queensland, Tây Australia, và Tasmania xây dựng các tuyến đường khổ hẹp. Các thuộc địa khác xây dựng theo hoặc khổ tiêu chuẩn hoặc khổ rộng, chỉ duy trì các tuyến khổ hẹp hạn chế, ngoại trừ Nam Australia, xây dựng đường khổ hẹp và khổ rộng. Vì việc này, các tuyến đường sắt Australia là một sự pha trộn giữa ba khổ.
Năm 1865, Queensland Railways là tuyến khổ hẹp chính đầu tiên của thế giới . Tuyến đường ray của nó cuối cùng mở rộng tới khoảng 9000 km. Queensland Rail điều hành QR Tilt Train, với tốc độ tối thiểu 165 km/h. Đoàn tàu này hiện giữ kỷ lục tốc độ đường sắt của Australia với tốc độ 210.7 km/h. Queensland cũng có một mạng lưới rộng các tuyến xe điện cẩu mía khổ 2 ft (610 mm).
Sau thành công của tuyến đường khổ hẹp tại Queensland, nhiều đường khổ hẹp đã được xây dựng ở Đông Nam Australia. Từ thập niên 1920 trở về sau nhiều tuyến trong số đó đã được chuyển đổi thành khổ rộng.
Có cảm hứng từ thành công của đường sắt khổ hẹp tại Queensland, Tây Australia cũng dùng khổ đó. Cho tới khi đóng cửa vào năm 1958 Perth có mạng lưới tàu điện khổ hẹp duy nhất ở bất kỳ mức độ đáng kể nào tại lục địa Australia.
Lãnh thổ phía Bắc chấp nhận khổ hẹp khi nó vẫn là một phần của Nam Australia, và một tuyến xuyên lục địa Bắc-Nam đã được đặt kế hoạch từ Adelaide tới Darwin trong những năm 1870. Bởi tuyến đường này không bao giờ được hoàn thành, và bởi sự hư hại do lũ gây ra cũng như việc thiếu cầu, tuyến khổ hẹp đã bị đóng cửa.
Bốn tuyến chở hàng thông thường tại Victoria đã được xây dựng theo khổ hẹp tiêu chuẩn 2 ft 6 in (762 mm), để phục vụ các cộng đồng nông nghiệp và lâm nghiệp địa phương. Các đoạn của hai tuyến (Belgrave tới Gembrook và Thomson tới Walhalla) đã được khôi phục thành các tuyến du lịch.

#### New Zealand
New Zealand đã chấp nhận khổ hẹp 1067 (khổ cape) bởi nhu cầu vượt những vùng đất có địa hình đồi núi trong nội địa đất nước. Địa hình này đòi hỏi một số kỳ công kỹ thuật phức tạp, đáng chú ý là Raurimu Spiral. Có 1787 cây cầu và 150 đường hầm với chưa tới 4,000 km đường. Khoảng 500 km của tuyến này được điện khí hoá, trên North Island Main Trunk, giữa Palmerston North và Hamilton.
Giống như Australia, ban đầu không có sự thống nhất khổ đường sắt ở New Zealand. Điều này bởi việc xây dựng các tuyến đường sắt được thực hiện bởi nhiều tỉnh của New Zealand chứ không phải chính phủ trung ương. Canterbury Provincial Railways khai trương tuyến đường sắt đầu tiên của New Zealand năm 1863 và đã sử dụng khổ lớn 1600, trong khi Southland xây dựng tuyến Bluff và Kingston Branch theo 1.435 mm (4 ft 8+1⁄2 in), và các đoạn ngắn theo 1.435 mm (4 ft 8+1⁄2 in) cũng đã được xây dựng tại Auckland và các Vùng Bắc. Cuối cùng, theo các mô hình công trình công cộng của Thủ tướng Julius Vogel, các tuyến đường sắt của New Zealand đã được thống nhất theo khổ 1067. Tuyến đường sắt khổ 1067 đầu tiên tại New Zealand là Dunedin and Port Chalmers Railway, mở cửa ngày 1 tháng 1 năm 1873. Ngày nay mạng lưới nối hầu hết các thành phố lớn của New Zealand cities, và có chiều dài khoảng 4,000 km.